# Pluméliau
Pluméliau [plymeljo] est une ancienne commune française située dans le département du Morbihan, en région Bretagne. Elle a fusionné avec Bieuzy en 2019 au sein de Pluméliau-Bieuzy.

## Géographie

### Localisation

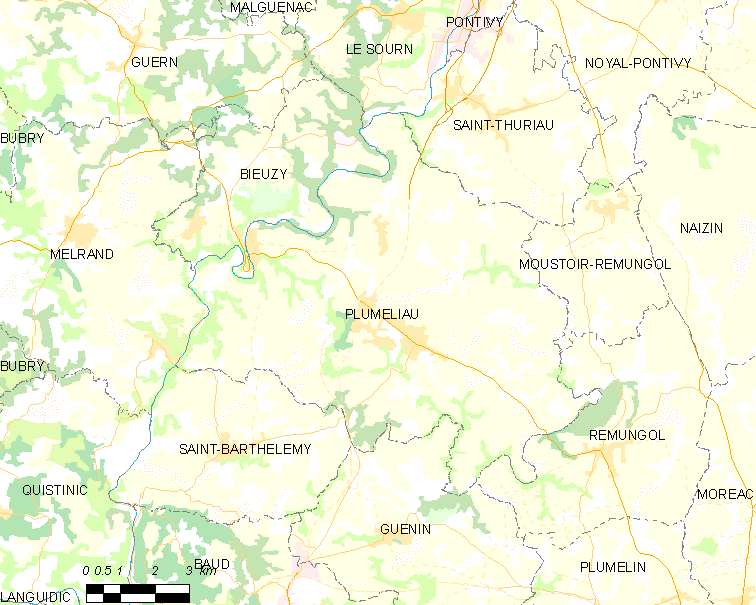
Plan de la commune.

| Bieuzy                    | Saint-Thuriau             | Évellys |
| Bieuzy - Melrand - Guénin | Pluméliau                 | Évellys |
| Guénin                    | Saint-Barthélemy - Guénin | Évellys |

### Relief et géologie
Les altitudes au sein du finage communal sont les plus élevées dans la partie sud (158 mètres au niveau de l'échangeur de la D 768 desservant Pluméliau à partir du sud, et 155 mètres près de Trivelin) ; elles s'abaissent jusqu'à 29 mètres dans la vallée du Blavet et jusqu'à 59 mètres dans celle du Frémeur. Le bourg est entre 110 et 120 mètres d'altitude. L'ensemble du territoire communal est très vallonné et certains escarpements assez marqués, notamment le long de la vallée du Blavet qui coule, encaissé souvent d'une cinquantaine de mètres, voire plus, par rapport au plateau avoisinant ; son versant est souvent pour cette raison resté boisé. L'escarpement le plus remarquable est celui de la rive concave du Blavet, à hauteur du méandre de Castennec, très pentu et haut de près de 80 mètres ; la rive concave du méandre de Kerroc'h, situé plus en amont, est aussi très pentue, présentant un dénivelé d'une soixantaine de mètres.

### Hydrographie

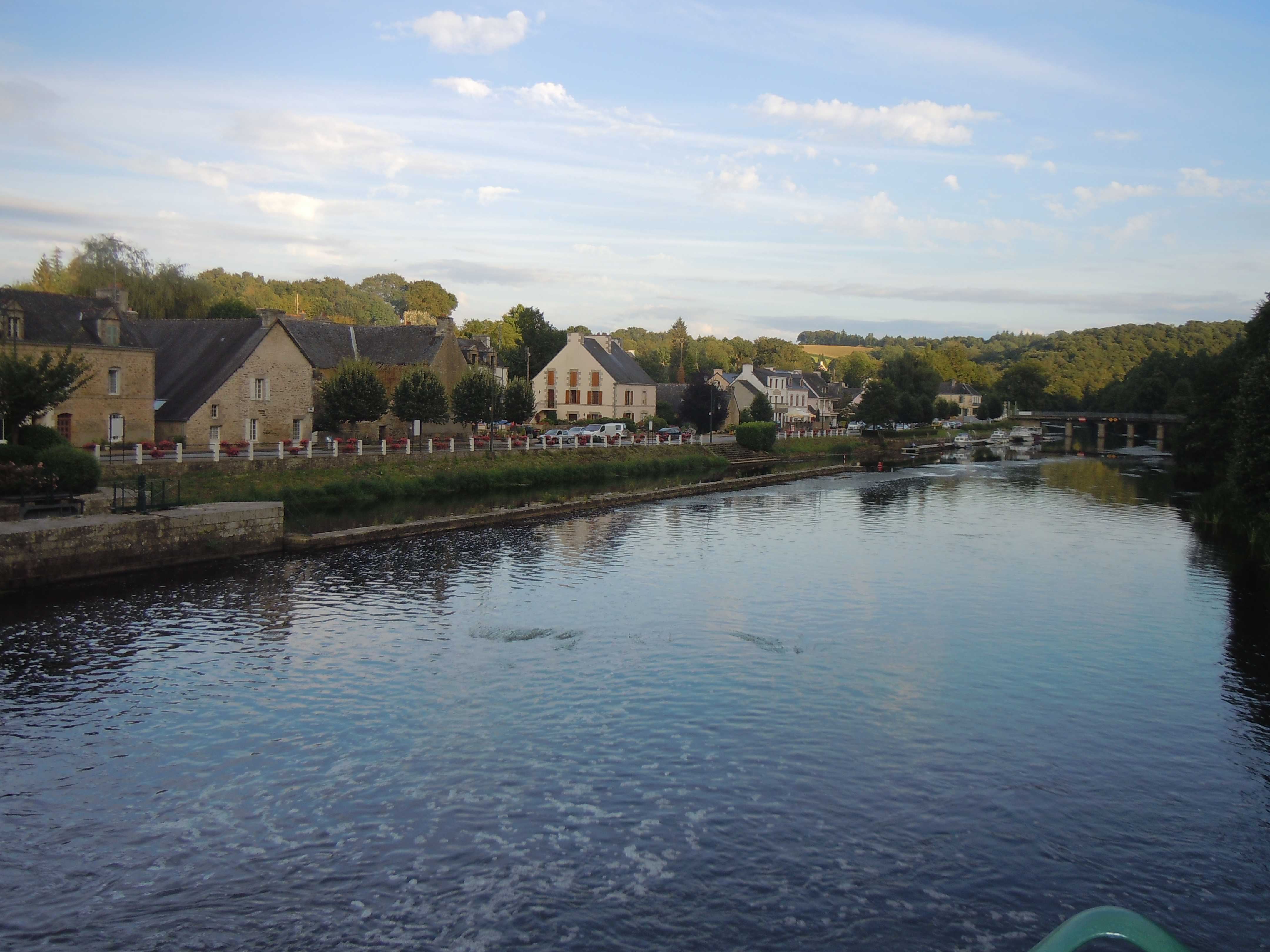
Le Blavet à Saint-Nicolas-des-Eaux.

Pluméliau est limité à l'ouest par le Le Blavet, qui séparait Pluméliau de la commune de Saint-Bieuzy avant leur fusion, notamment au niveau du méandre de Castennec et au nord-ouest par le ruisseau de Poulfanc, affluent de rive gauche du Blavet, qui fait limite avec Saint-Thuriau ; au sud-ouest un autre très modeste affluent de rive gauche, le ruisseau de Saint-Thuriau [il s'agit d'un autre Saint-Thuriau, un hameau de la commune de Saint-Barthélemy] sépare Pluméliau de Saint-Barthélemy. Le Blavet coule à 52 mètres à son entrée sur le territoire communal et à 37 mètres à sa sortie de la commune.

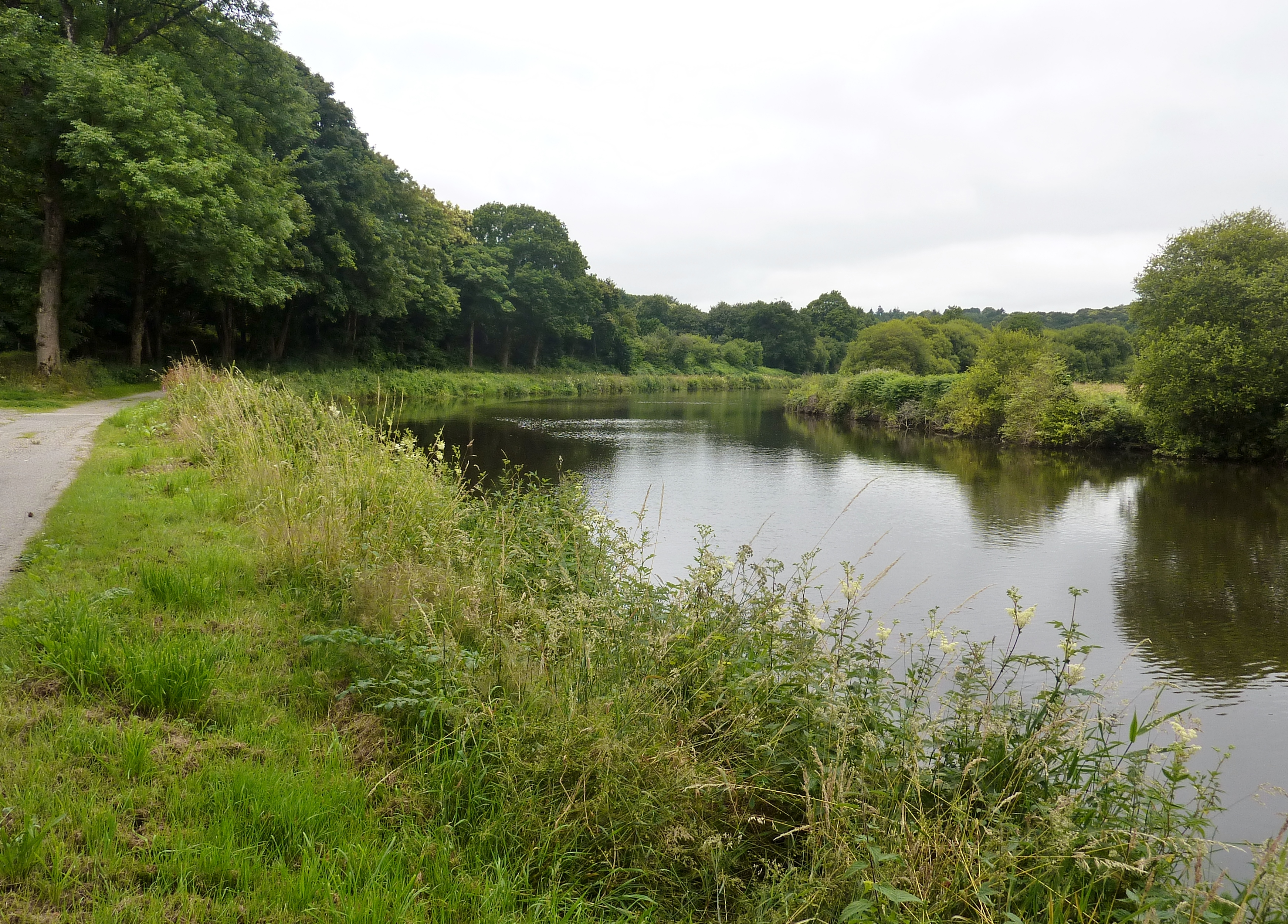
Le Blavet en amont de Saint-Nicolas-des-Eaux.
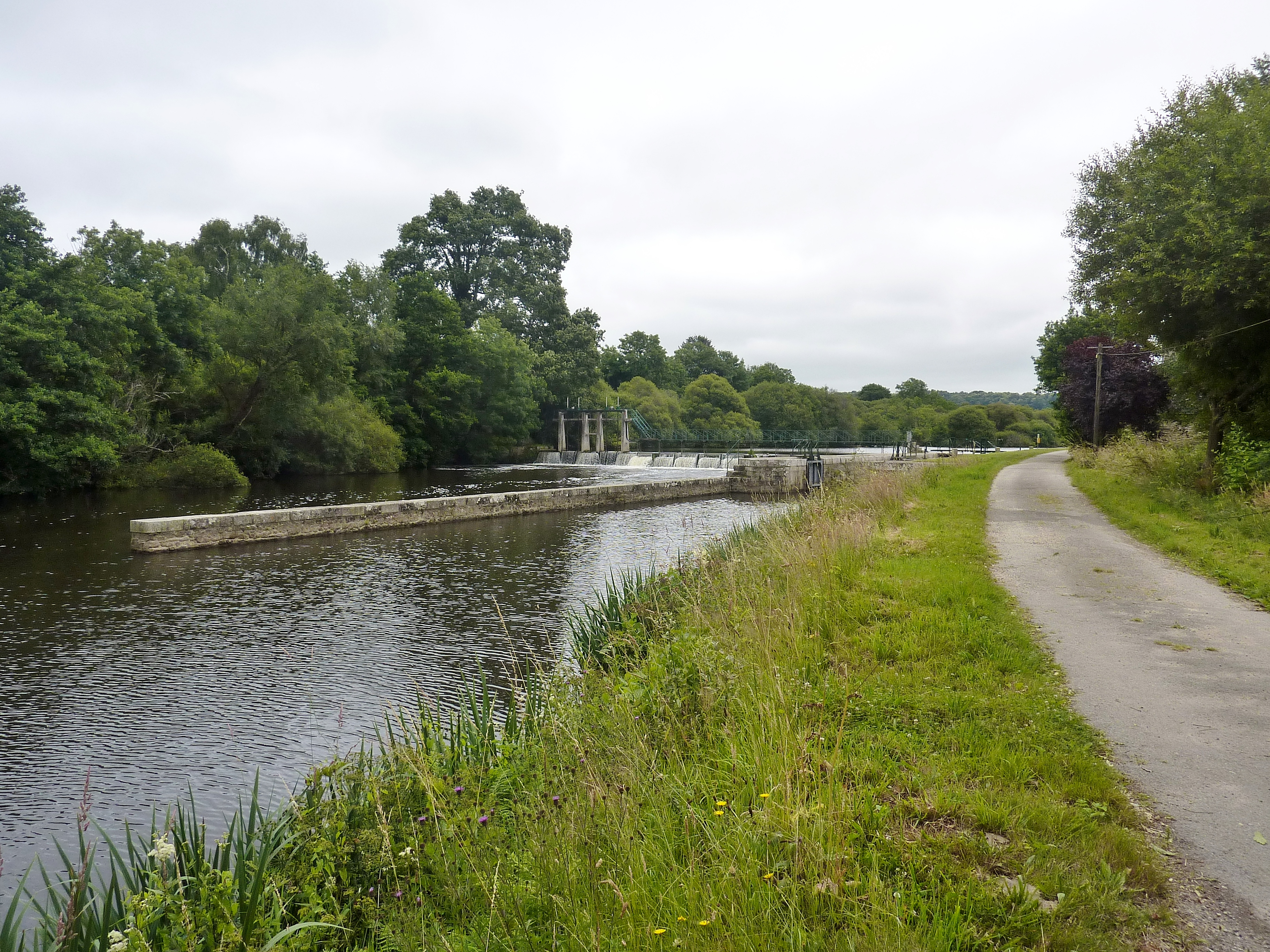
Le Blavet et son chemin de halage, devenu voie verte, au niveau de l'écluse de Guern.
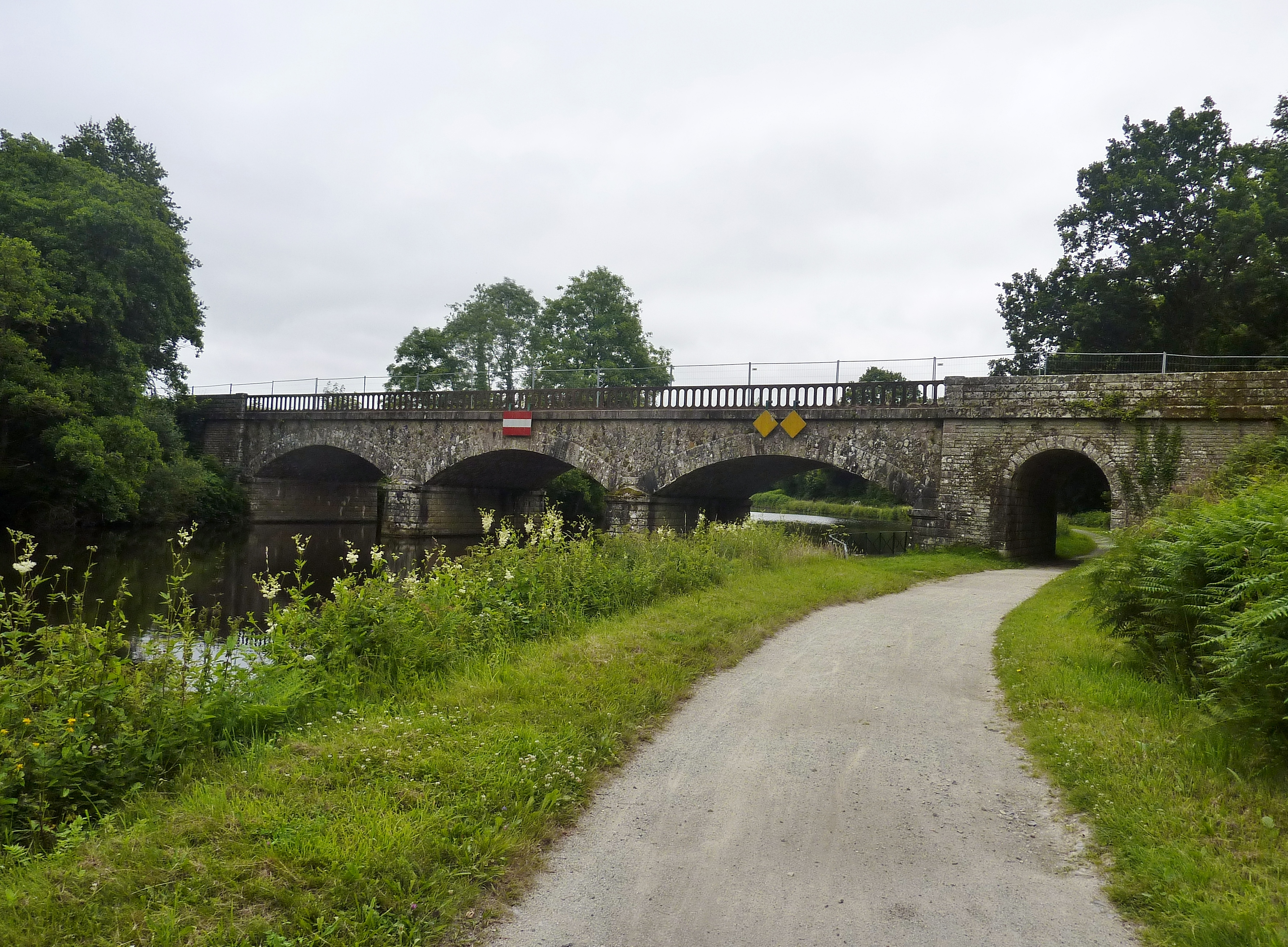
Le pont du Strat franchissant le Blavet sur la igne ferroviaire d'Auray à Pontivy et le chemin de halage devenu une voie verte.
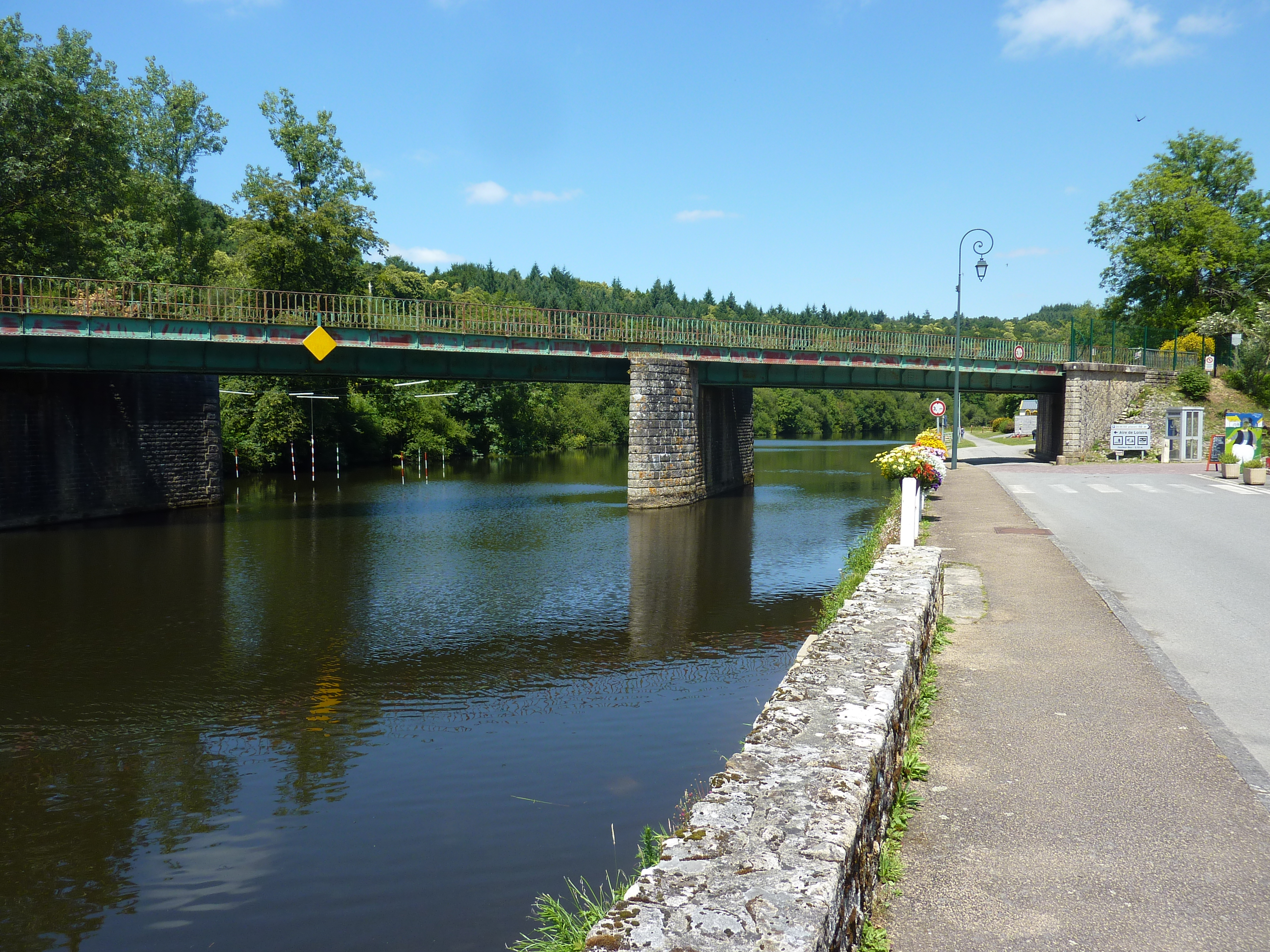
Le pont routier (D 1) sur le Blavet entre Saint-Nicolas-des-Eaux et Castennec.

Au sud-est l'Ével, affluent de rive gauche du Blavet (mais qui conflue avec celui-ci nettement plus en aval) fait un temps limite avec la commune de Remungol, de même que son propre affluent, le Frémeur, dont le bassin de réception, qui comprend plusieurs petits cours d'eau dont le ruisseau de Kerjégu, se trouve dans la commune est et sud-est du finage de Pluméliau. Au nord-est, c'est le ruisseau de Kergouët, autre affluent de rive droite de l'Ével, qui forme limite avec Remungol.

### Paysages et habitat
Pluméliau présente traditionnellement un paysage agraire de bocage avec un habitat dispersé en hameaux et fermes isolées ; les principaux hameaux sont Saint-Nicolas-des-Eaux, Port-Arthur, Cosquer, Goahlan, Kermaniec, Kerninio, du Pont, Talvern, Sarrouet et Talhouet (liste non exhaustive). Des lotissements ont été construits autour du bourg depuis la décennie 1960, ainsi qu'autour des hameaux de Saint-Thomas, de Kerbrégent, Chapeau Rouge, de Tavern-Nénez et de Saint-Nicolas-des-Eaux, mais, éloignée des grandes villes (la proximité de Pontivy expliquant toutefois la périurbanisation autour du bourg et des hameaux proches de celui-ci), la commune a pour l'essentiel été préservée de la rurbanisation, conservant un aspect principalement rural.

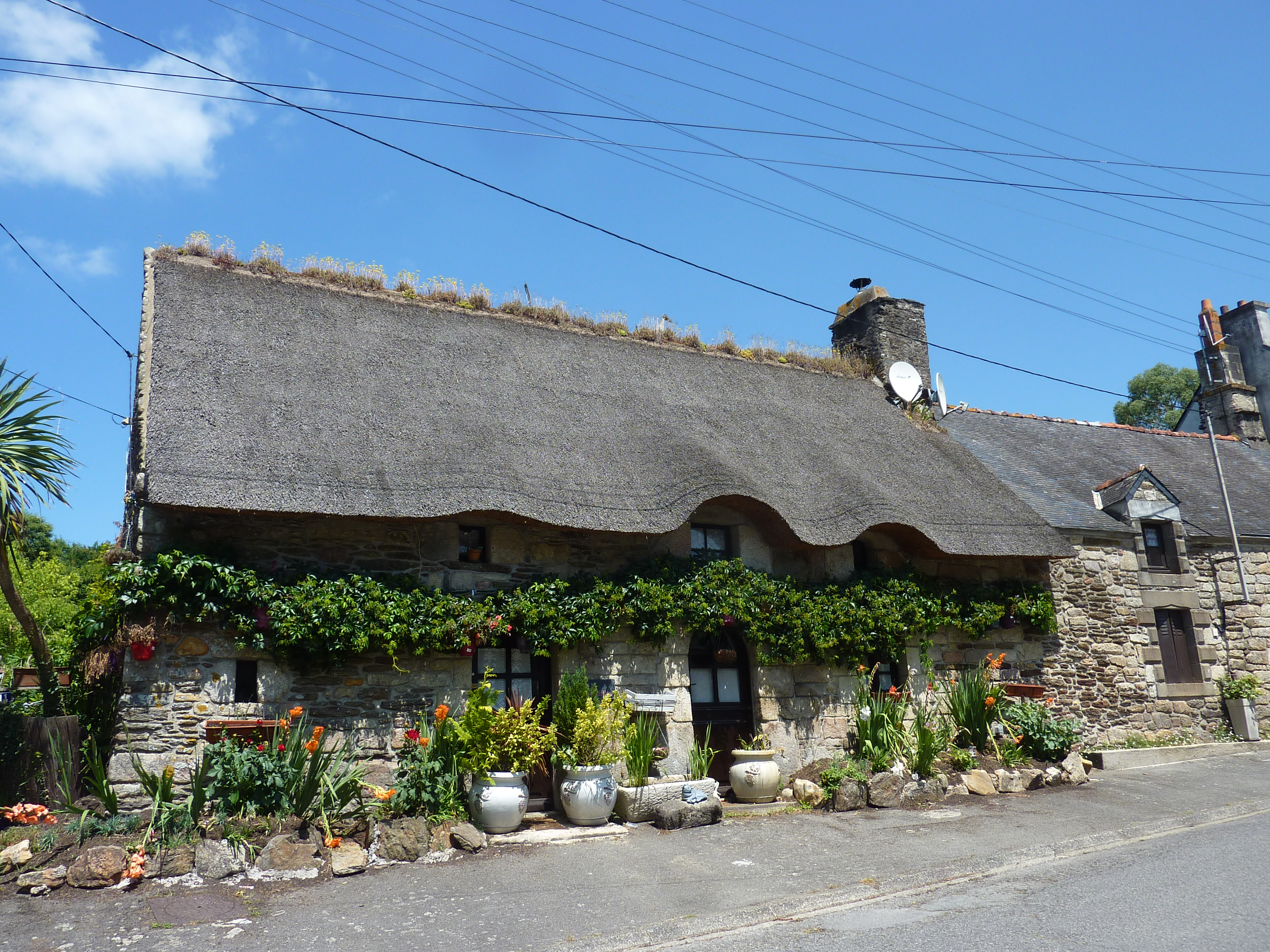
Chaumière rénovée à Saint-Nicolas-des-Eaux.

La vallée du Blavet est inhabitée, à l'exception du hameau de Saint-Nicolas-des-Eaux et des maisons éclusières.

### Transports

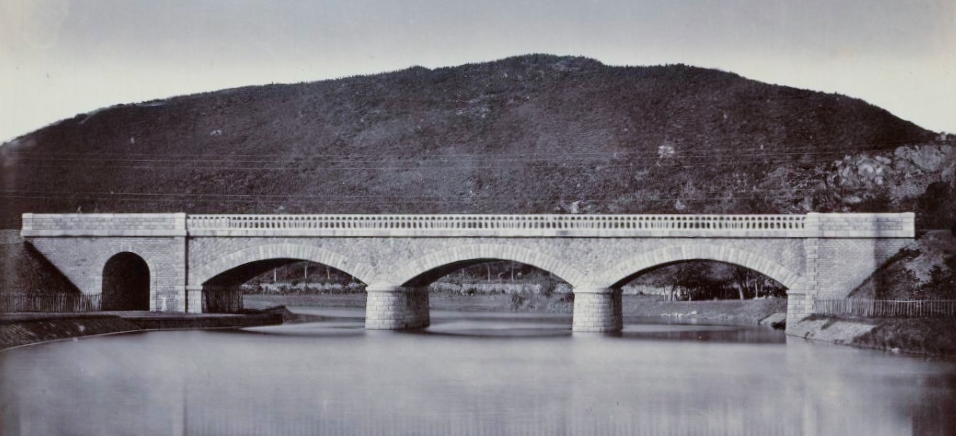
Le pont du Strat sur le Blavet (ligne ferroviaire allant d'Auray à Napoléonville [Pontivy], communes de Pluméliau et Bieuzy, photographie de Jules Duclos).

La commune est traversée par la D 768 (ancienne Route nationale 168) qui vient de Baud (où un échangeur la relie à la voie expresse RN 24 en direction de Lorient) et est elle-même aménagée en partie en voie expresse, même si cet aménagement s'arrête avant Pontivy. Cette route passe à l'ouest du bourg, desservi par la D 1 qui vient de Locminé et Remungol, traverse le Blavet à Saint-Nicolas-des-Eaux, et continue son tracé en direction de Bieuzy et Guern.
La ligne ferroviaire d'Auray à Pontivy, mise en service en 1864, traverse la commune de part et d'autre du méandre de Castennec en longeant plus ou moins la vallée du Blavet et en passant par Saint-Nicolas-des-Eaux ; la commune était desservie par la Gare de Saint-Nicolas-des-Eaux, fermée depuis 1949 pour le service voyageurs et à la fin du XXe siècle pour le trafic marchandises.
Le Blavet canalisé (à partir de 1827) reste ouvert à la navigation. Mais l'escarpement des rives (des falaises abruptes d'une trentaine de mètres le plus souvent) font qu'il n'a pas suscité le développement économique et notamment touristique espéré, sauf à Saint-Nicolas-des-Eaux où un port fluvial à vocation touristique de modeste importance a été aménagé. Neuf des vingt-trois écluses du Blavet se trouvent sur le territoire de Pluméliau (d'amont vers l'aval : Le Divit, Rimaison, Kerbecher, Le Guern, Saint-Nicolas, la Couarde, Gamblen, Moulin Neuf et Boternau).

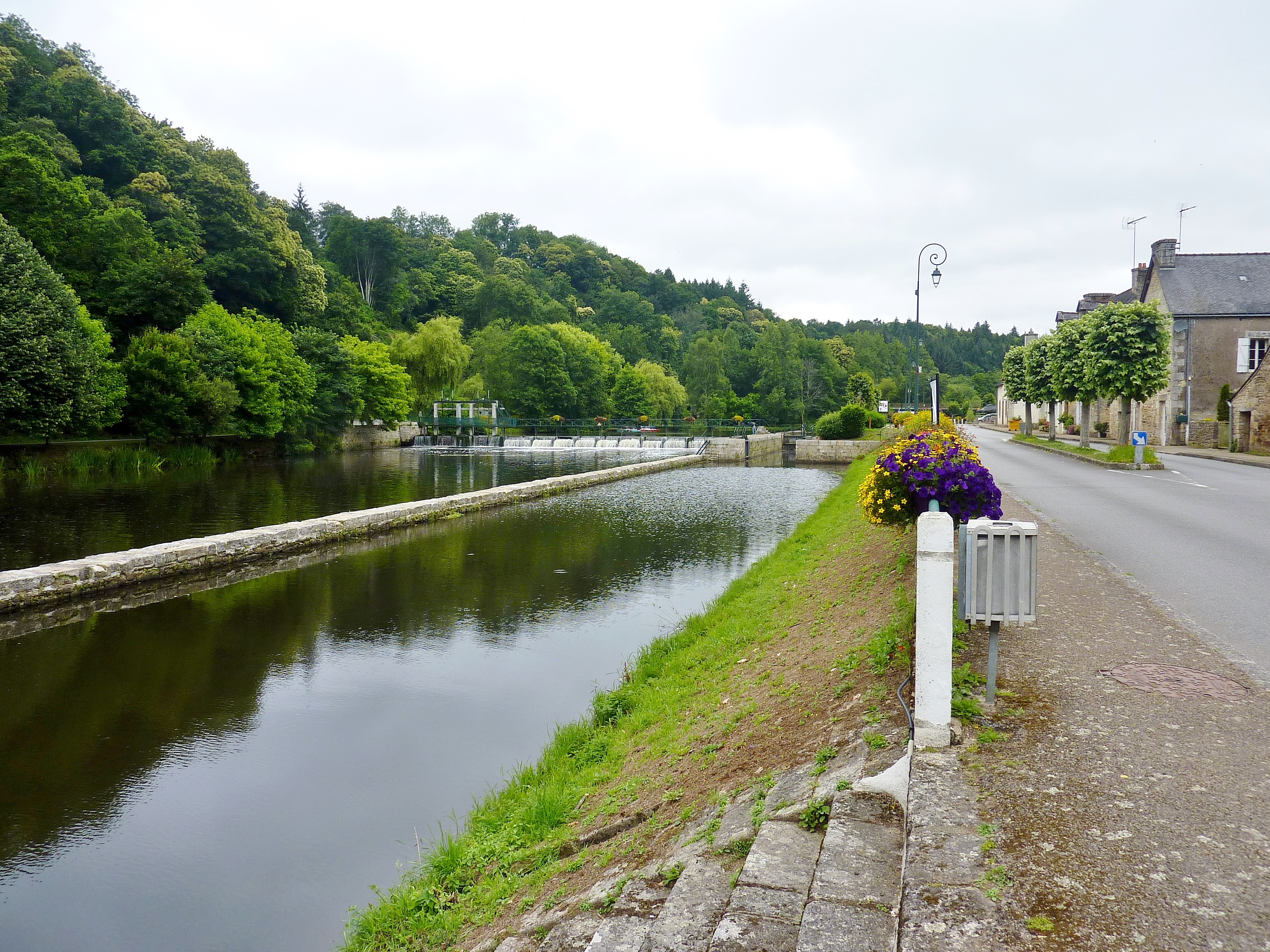
Le Blavet à Saint-Nicolas-des-Eaux.
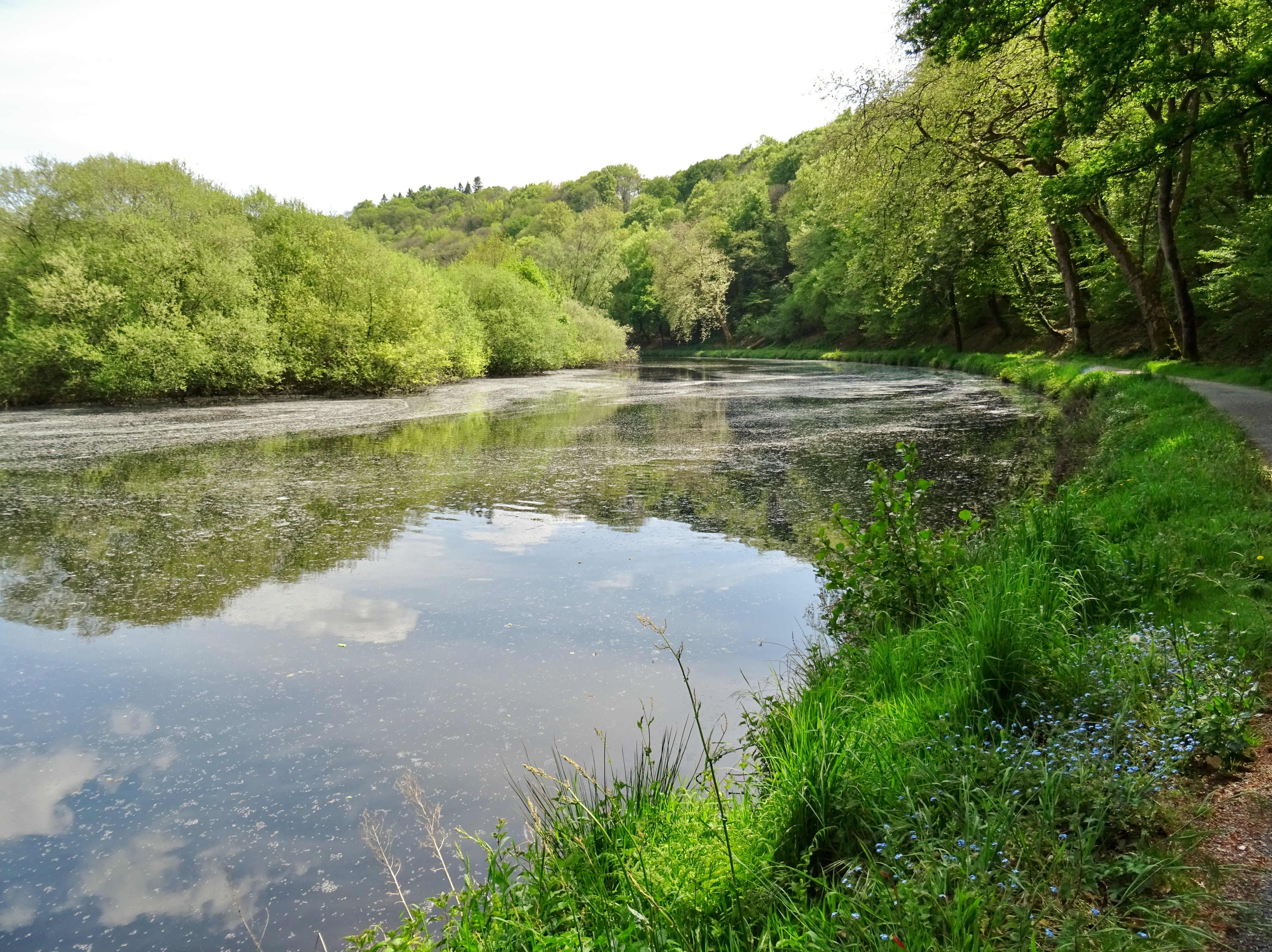
Blavet : le méandre de Castennec ; vue vers l'amont depuis le chemin de halage côté Pluméliau (à droite sur la photographie).
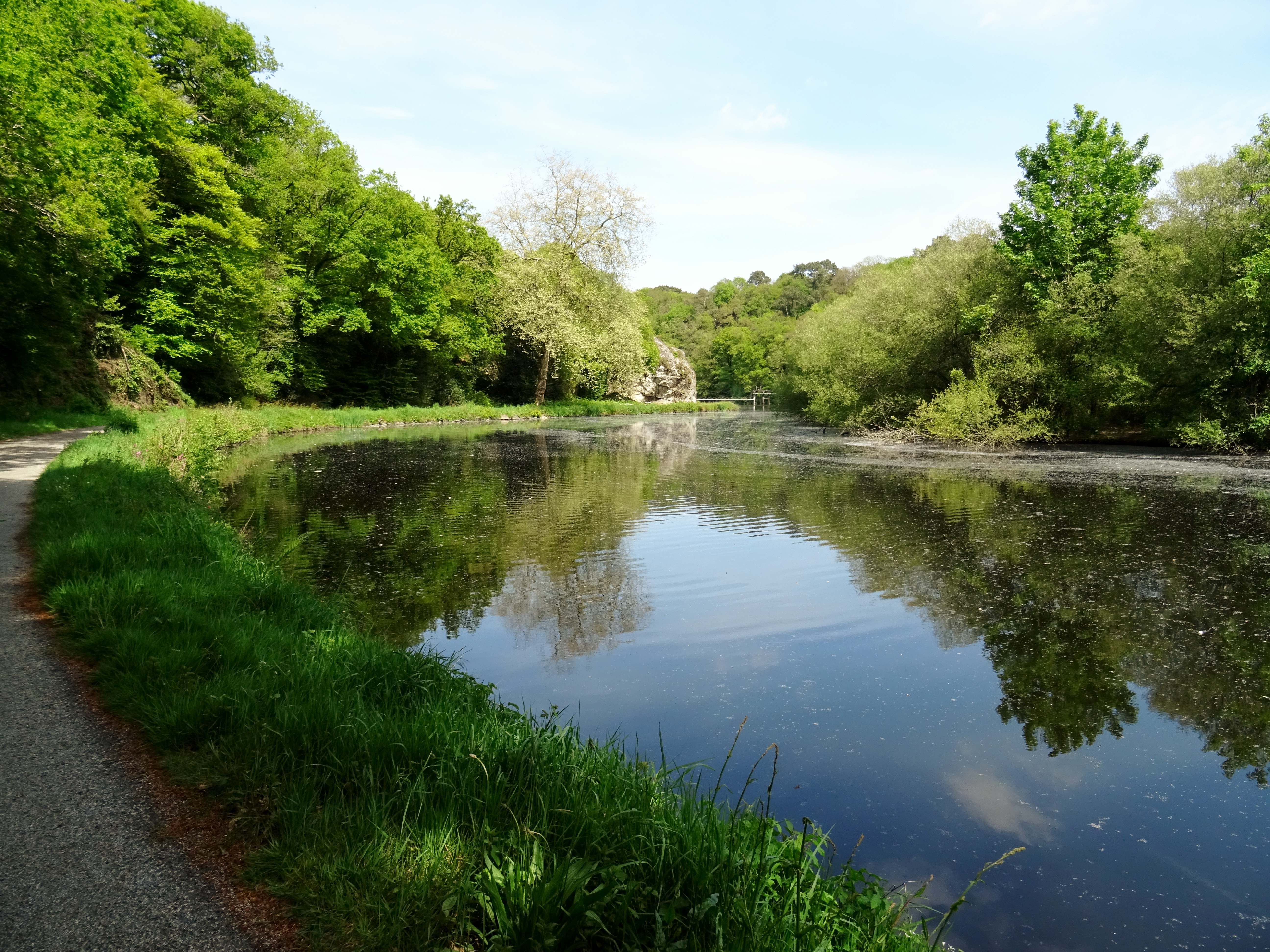
Le Blavet à Pluméliau-Bieuzy juste en amont de l'écluse de la Couarde.
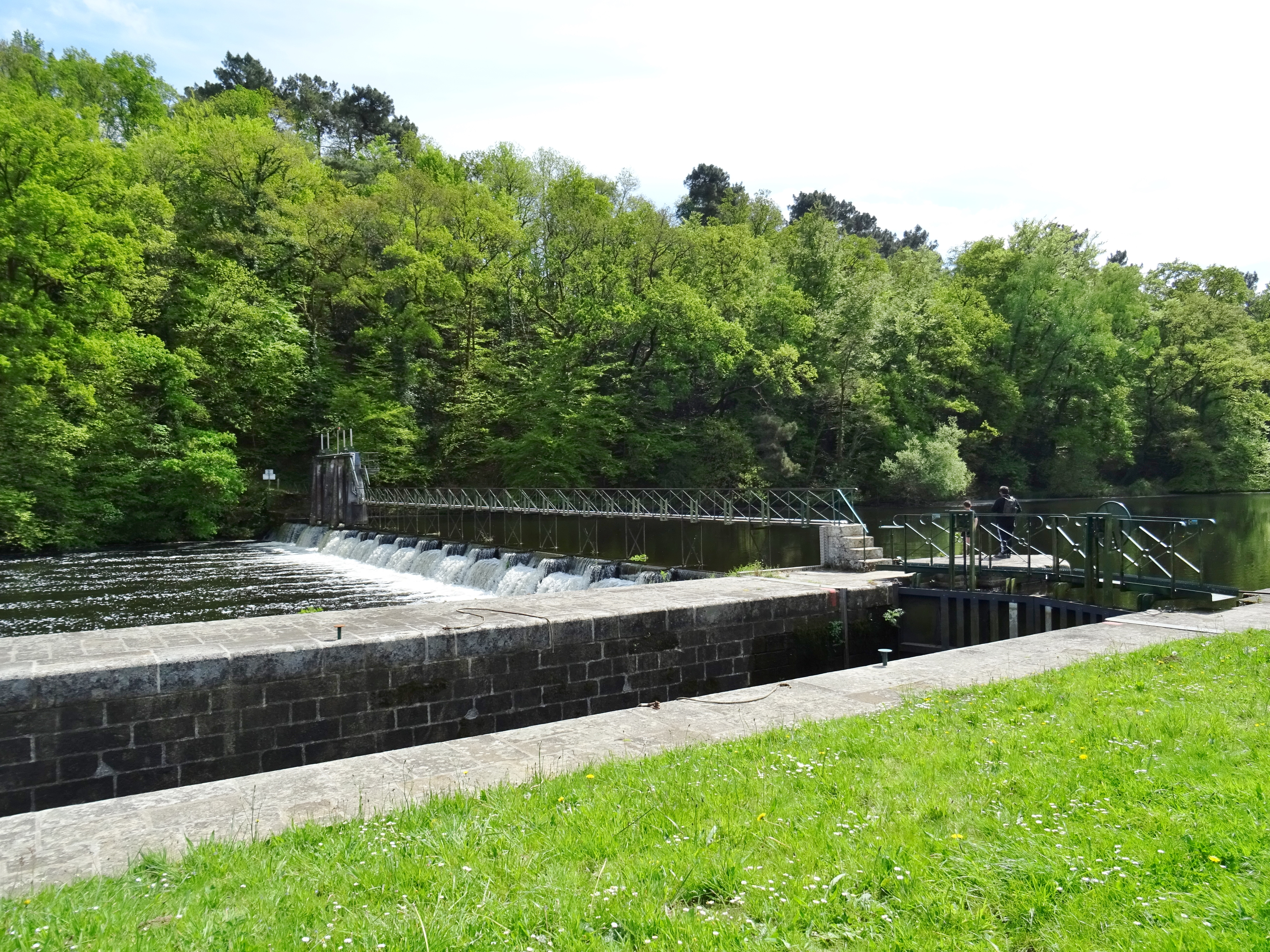
L'écluse de la Couarde sur le Blavet et sa passerelle ; à gauche la falaise boisée du méandre de Castennec (en Bieuzy).
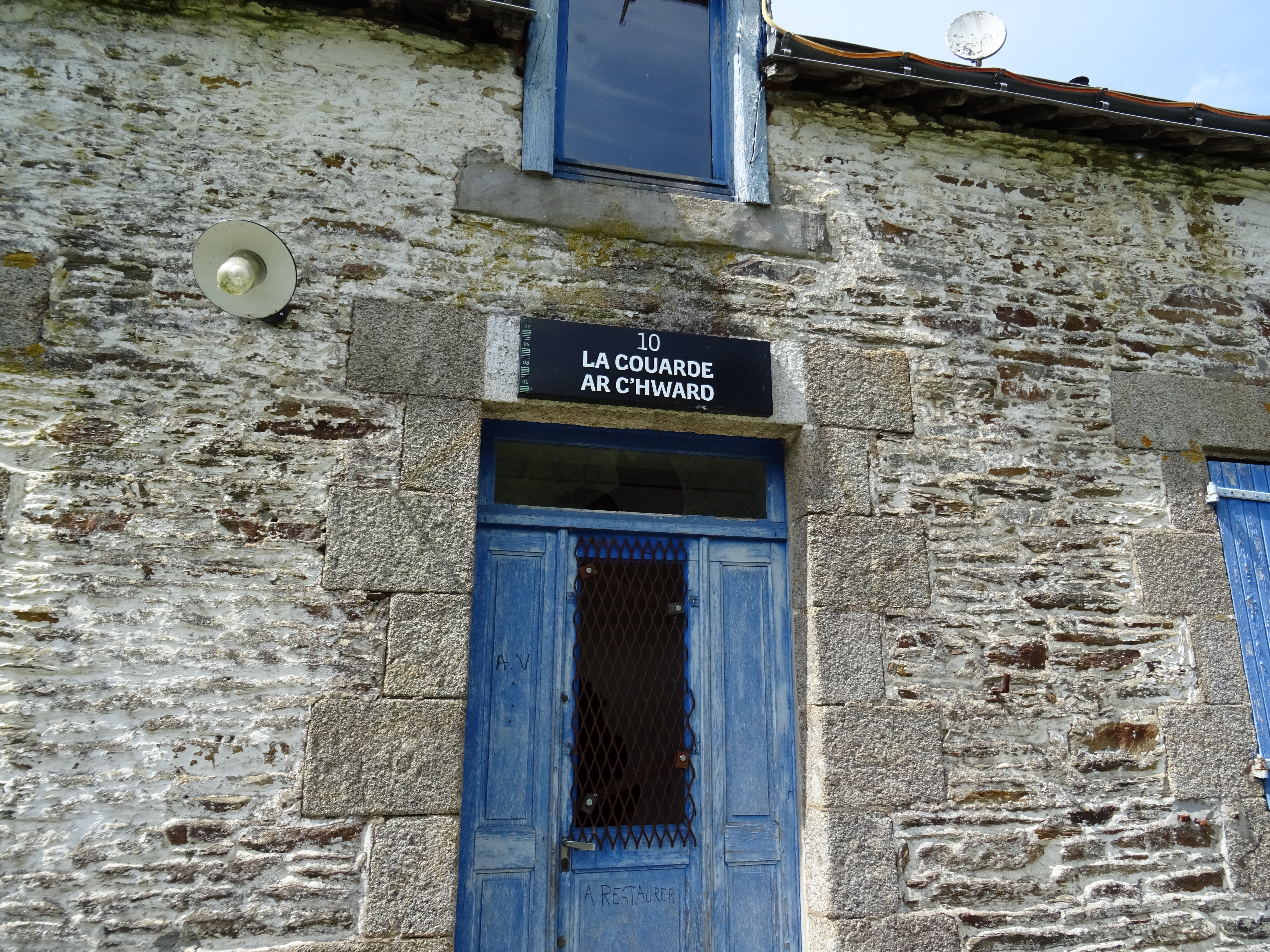
La maison éclusière de la Couarde.

## Toponymie
Le nom de la localité est mentionné sous les formes Ploemelieu en 1427 ; Ploemeliau en 1448 ; Ploemilliau en 1464 ; Plomeliau en 1477 ; Plomelliau en 1481 ; Ploemiliau en 1513 ; Plumeliau en 1536.
Pluméliau, Pluniav en breton, se décompose en Plou (la terre, la paroisse, le terroir) et Meliav, saint ou, plus probablement, chef breton semi-légendaire.

## Histoire

### Antiquité
Aucune preuve archéologique n'est venue à ce jour attester le séjour des Celtes sur le territoire de la commune. De la présence des Romains subsistent des tronçons de la voie romaine passant par Kermaniec, Tyavel et Kerninio en venant de Castennec (en Bieuzy) ; elle venait de Darioritum (Vannes) et se dirigeait vers Vorgium (Carhaix)[réf. souhaitée].

### Moyen Âge
Les Bretons prirent possession de la région au VIe siècle et y introduisent leur langue et leurs coutumes. Un de leurs chefs sera élevé à la sainteté et verra son culte se développer à travers la Bretagne et aura un sanctuaire à sa dévotion à Pluméliau. Il s'agit de saint Miliau connu aujourd'hui sous la graphie de saint Méliau, comte de Cornouaille, assassiné en 531[réf. souhaitée].
Pluméliau était autrefois une paroisse remontant au VIe siècle[réf. souhaitée] à l'époque de saint Méliau[Qui ?] et comprenant l'actuelle commune de Pluméliau avec sa Trève de Saint-Nicolas-des-Eaux, Remungol, Moustoir-Remungol, elle était rattachée au doyenné de Porhoët.
Au Xe siècle, la Bretagne est envahie par les Normands qui ravagèrent tout sur leur passage
En 1120, l'abbaye Saint-Florent de Saumur, reçoit de Hervé, fils de Jagu, les terres de Saint-Nicolas-des-Eaux, ainsi que le tiers de sa dîme, la dîme de la vigne, du verger et du marché de Pluméliau, un moulin avec sa terre entourée d'eau de l'assentiment de son épouse, dame Orguen. Il ne fut pas le seul donateur puisqu'un fils d'Audren, prénommé Eudon offrit aux religieux, une parcelle du cimetière. Les deux donateurs autorisant les moines à prélever dans leur bois, autant qu'il leur faudra pour construire les bâtiments du prieuré, le logis de l'abbé et le bois nécessaire au chauffage et au fonctionnement du four à pain, exception faîte des bois du Plessis et de Bannalec-des-Fez. Ils y ajoutèrent des pâturages, taillis et pailles. Don fait au cloître du prieuré Saint-Martin de Josselin en présence de Pierre de Gualon, évêque de Léon, les moines Anger et Brient, religieux de Saint-Florent de Saumur, maître Arscoët de Noyal. L'évêque de Vannes : Morvan, l'archidiacre Raoul, le chapitre de Vannes et les prêtres de Pluméliau, Guinguen et Rialen concèdent le soin des âmes et les droits casuels au même moment pour la fondation de ce prieuré, à la dite abbaye.
La principale seigneurie de Pluméliau était celle des Kerveno, connue dès le XIIIe siècle, réunie en 1572 avec les seigneuries de Baud et de Menéguen pour former la baronnie de Baud-Kerveno, érigée en marquisat de Baud-Kerveno en 1624 ; ce marquisat passa en 1734 aux mains de la famille de Lambilly. Mais la seigneurie de Rimaison, située en Bieuzy, possédait aussi de nombreuses terres dans la paroisse de Pluméliau.
Selon un aveu de 1471, Pluméliau était, au sein de la Vicomté de Rohan, une des 46 paroisses ou trèves de la seigneurie proprement dite de Rohan.

### Époque moderne

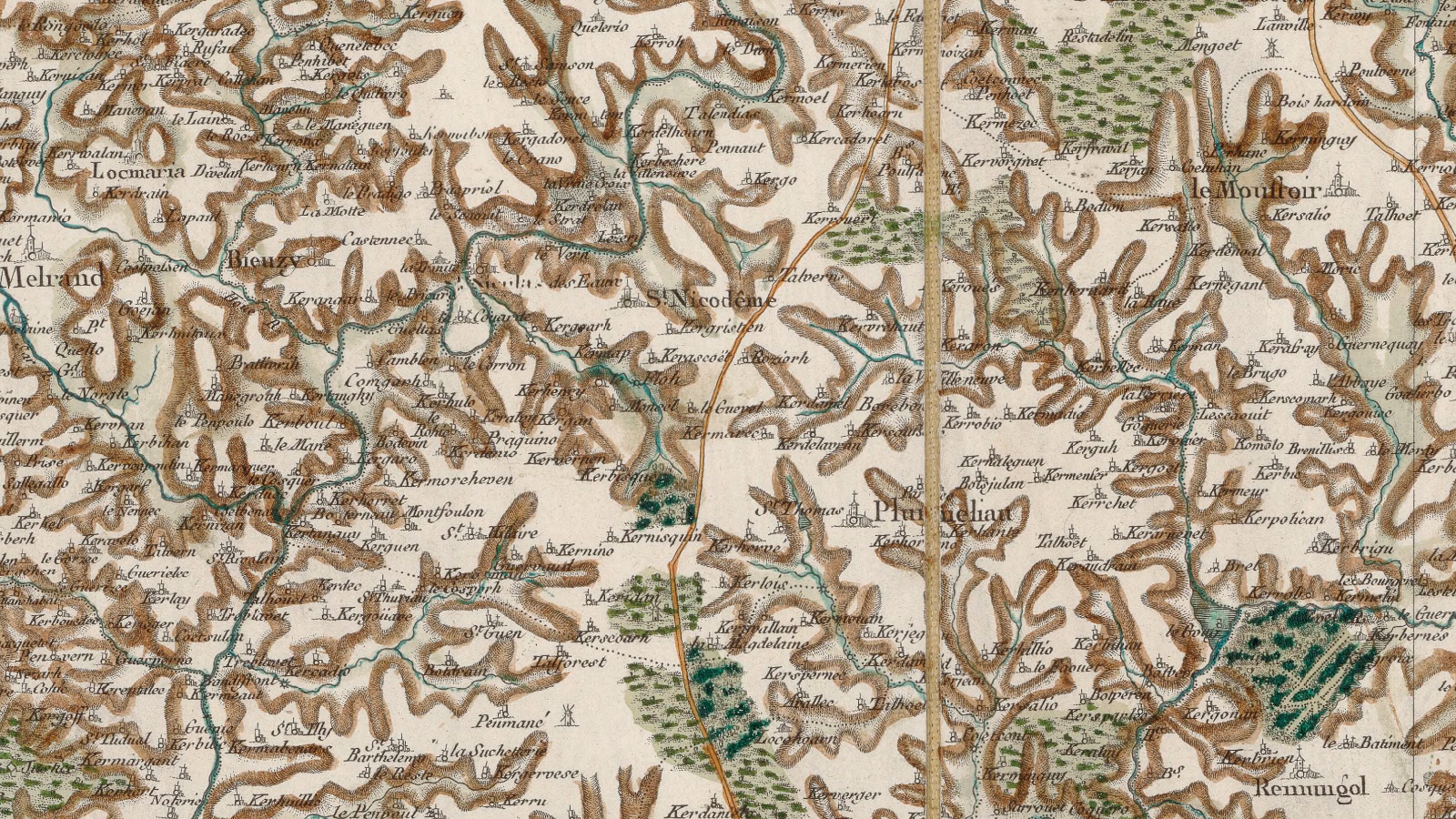
Pluméliau en 1789 (Carte de Cassini).

Au mois de janvier 1608, la terre fut si gelée que les bêtes et les hommes ne pouvaient marcher sur le sol.
La paroisse de Pluméliau, dont dépendait la trève de Saint-Nicolas-des-Eaux (sa chapelle était à la fois tréviale et prieurale), était un des meilleurs bénéfices du diocèse, rapportant par exemple en 1619 un revenu annuel de 1 200 livres à son recteur (alors Jean Gentil, aumônier de l'évêque de Vannes), principalement grâce aux dîmes prélevées à la 33e gerbe dans cette paroisse fort étendue. L'église paroissiale fut reconstruite en 1696.
Jean-Baptiste Ogée décrit ainsi Pluméliau en 1778 :

« Pluméliau ; sur une hauteur ; à 8 lieues au Nord-Nord-Ouest de Vannes, son Évêché ; à 21 lieues de Rennes ; et à 3 lieues de Pontivi, sa subdélégation. Cette paroisse ressortit à Ploërmel et compte 3 500 communiants, y compris ceux de Saint-Nicolas-des-Eaux, sa trève. La cure est à l'alternative. La haute justice de Talavern s'exerce à Saint-Nicodème. Ce territoire, bordé à l'est par la rivière d'Évelle [Ével], et à l'ouest par celle du Blavet, est encore coupé de ruisseaux qui arrosent et fertilisent les prairies qui sont sur leurs bords. On y voit, en outre, des terres bien cultivées, des arbres fruitiers, des landes très étendues et le bois de Queue, qui peut avoir deux lieues de circuit : ce bois servait jadis de retraite à des troupes de voleurs qui infestaient ce canton. »

Juste avant la Révolution, Pluméliau était, avec Pontivy, Locminé et Plouguernével, une des quatre paroisses du futur arrondissement de Pontivy disposant d'une école. Celle-ci avait deux maîtres ecclésiastiques et environ 50 élèves. On n'y enseignait qu'à lire et à écrire. Une fondation pieuse en payait les frais.

### Révolution française
Yves Le Mercier fut recteur de Pluméliau de 1771 à sa mort en 1791 ; il fut remplacé par un recteur constitutionnel, François Robo. « La population l'accueillit fort mal. L'assermenté accusa naturellement les prêtres insermentés de Pluméliau de lui causer ces embarras sans cesse renaissants ». Le 27 mai 1792, le conseil municipal de Pluméliau demanda l'éloignement du clergé réfractaire (4 prêtres : Le Turnier, Talmon, Morvan, Busson et un clerc tonsuré, Le Clainche) ; menacés d'être enfermés à la citadelle de Port-Louis, ils se cachèrent et disparurent. Le 25 juin 1792, une pétition signée par « quarante des principaux habitants de Pluméliau, au nom de la majeure partie de leurs concitoyens, protestèrent », demandant en vain le rappel des prêtres réfractaires.
Le 14 mars 1793, une foule de paysans attaqua les patriotes dans le bourg de Pluméliau et un détachement de la garde nationale de Pontivy est battu par des paysans insurgés ; une vingtaine de soldats républicains furent massacrés.
Le 31 mai 1796, des soldats trouvèrent Le Turnier (l'un des prêtres réfractaires de la commune) et le tuèrent dans la lande de Saint-Hilaire près de la croix de Boternau, à proximité de la chapelle de Saint-Hilaire dont il avait été le desservant.
En 1799, des bandes royalistes, formées en bonne partie d'hommes de Pluméliau, Grand-Champ, Pluvigner, Plumergat, etc. formèrent un rassemblement de 5 à 6 000 hommes. Le 26 octobre 1799 le bataillon chouan de Pluméliau (dépendant de l'Armée catholique et royale), commandé par Julien Guillôme, dit "Le Grand Alexandre", et Mathurin Le Sergent, participa, aux côtés des hommes de Bignan commandés par Guillemot, à une attaque contre les Bleus à Locminé.

### LeXIXesiècle

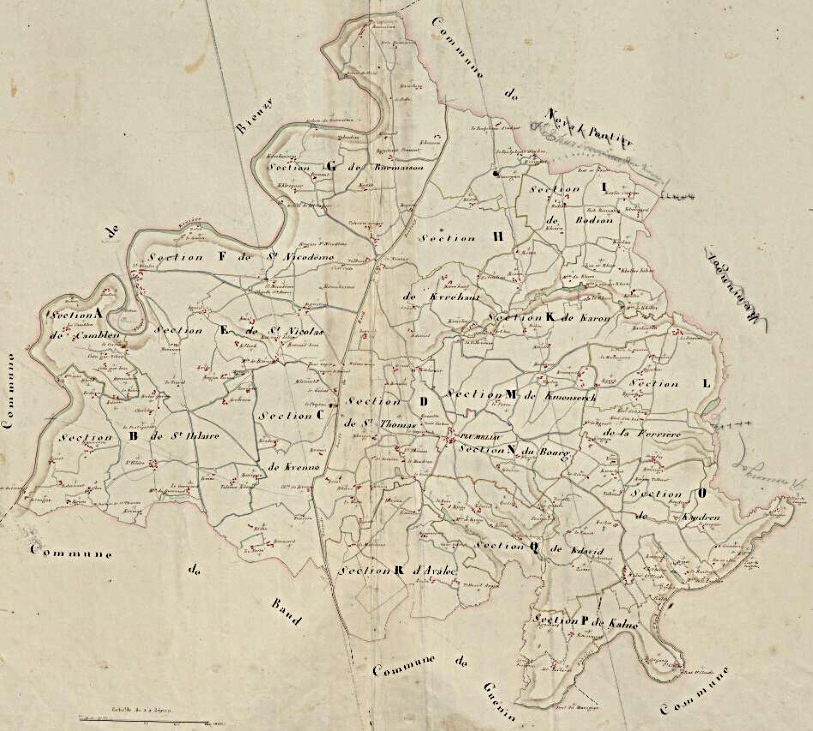
Pluméliau ː plan cadastral de 1829 (tableau d'assemblage).

Le 3 mai 1834 cinq chouans armés furent vus dans le bourg de Moustoir-Remungol. Le lendemain is se réunirent à Naizin au nombre de quinze et tirèrent plusieurs coups de fusil. Le Courrier du Midi écrit que « l'inquiétude renaît dans les campagnes, où les réfractaires et les anciens chouans reparaissent de nouveau (...) ; on assure que Guillemot les dirige dans le nord du département du Morbihan ». Le même journal écrit que « les chouans commencent à reparaître dans [le] département ; il y a peu de jours, dix-neuf hommes, armés de fusils, pistolets et poignards, ont parcouru le bourg de Saint-Nicolas, près le Blavet. Au bâtiment de l'éclusier, ils ont forcé le sieur Templier de leur remettre son fusil à deux coups ».

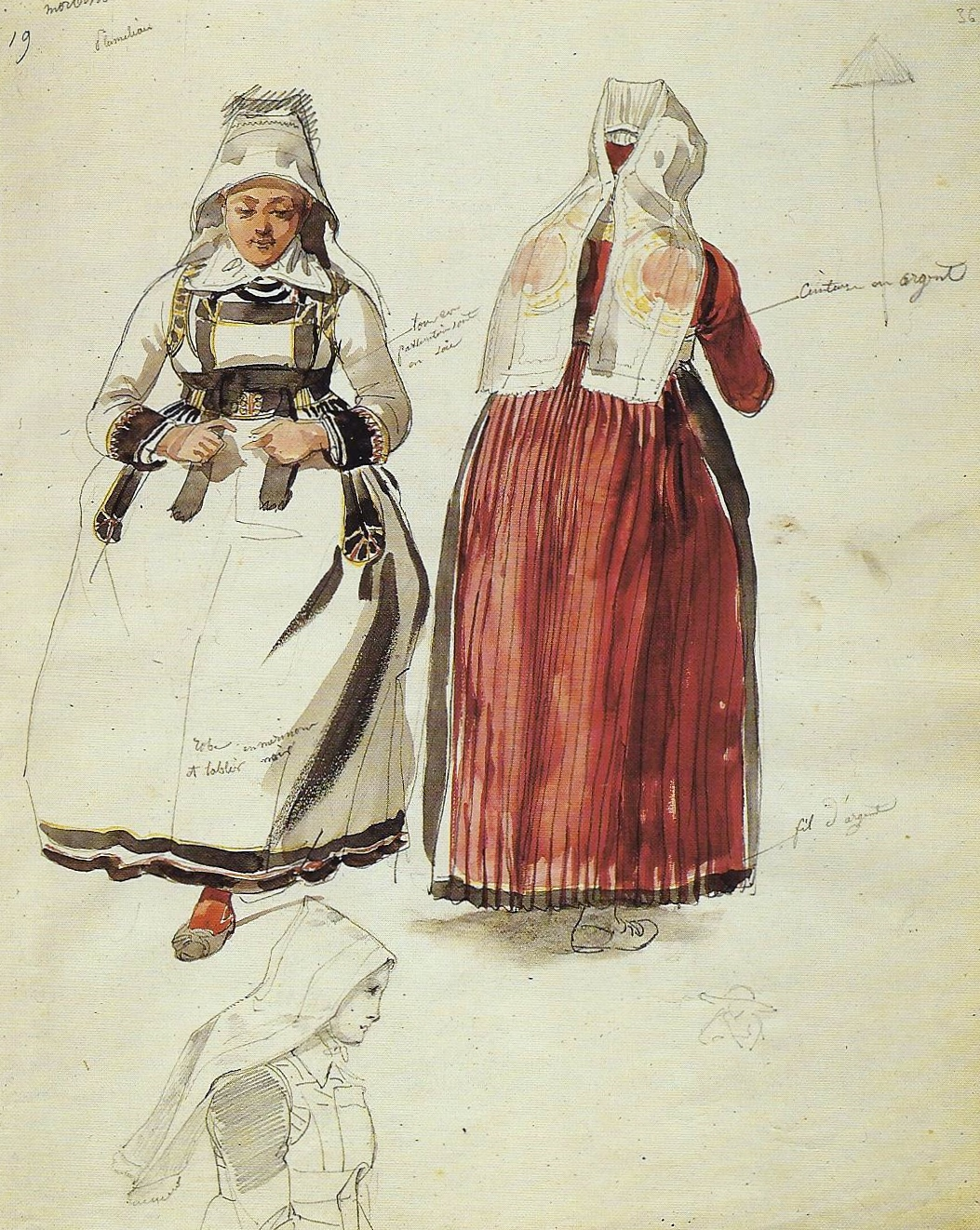
François Hippolyte Lalaisse: Costume de Puméliau, près de Pontivy (1844).

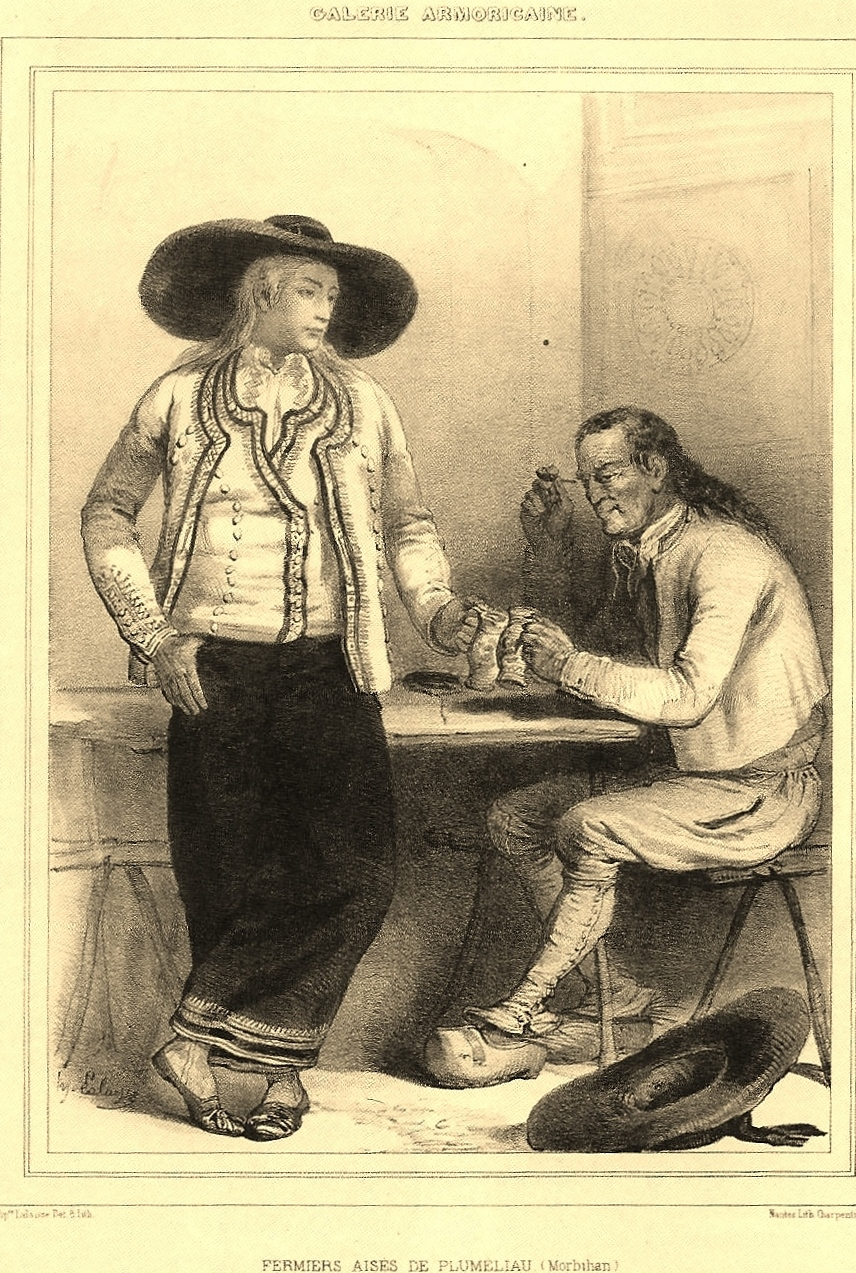
Fermiers aisés de Pluméliau (François Hippolyte Lalaisse, Galerie armoricaine, 1848).

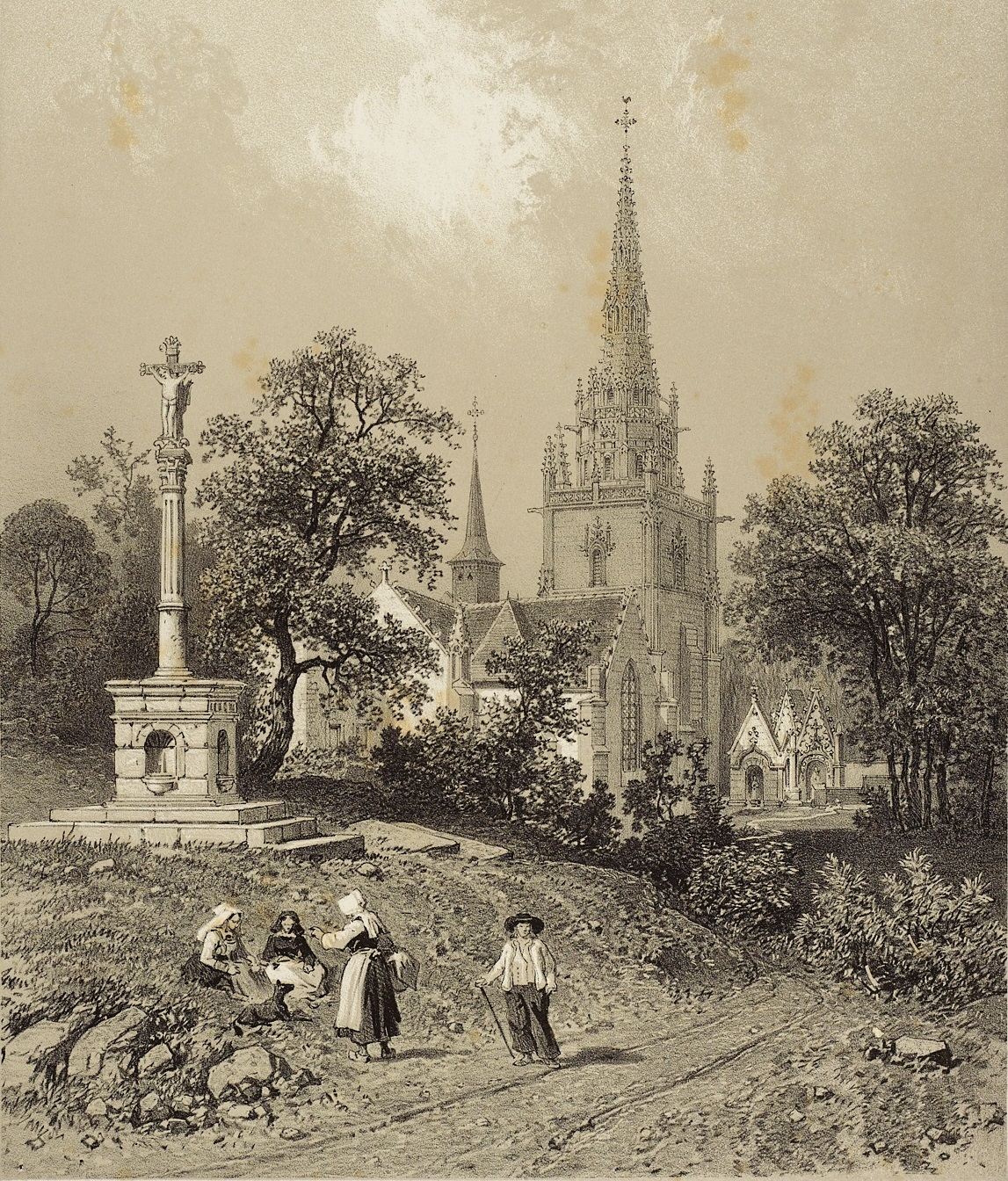
Félix Benoist : La chapelle et la fontaine de Saint-Nicodème, 1865.

A. Marteville et P. Varin, continuateurs d'Ogée, décrivent ainsi Pluméliau en 1845 : 

« Pluméliau : commune formée de l'ancienne paroisse de ce nom, y compris sa trève Saint-Nicolas-des-Eaux ; aujourd'hui succursale ; chef-lieu de perception ; brigade de gendarmerie temporaire au bourg ; autre brigade à Saint-Nicolas-des-Eaux. (...) Villages principaux : Kergaoloret, Pennaut, Bodion, Keridro, Kervrchaut, Taluern, le Nénez, Kerbesquer, Saint-Nicodème, Saint-Nicolas, Guettas, le Campler, Kergoual, Kermorivin, Saint-Hilaire, Kerobio, Talverne, Kervéno, Kernisquen, Kerscouard, la Ferrière, Kermonserch, Kergouet, Kerbriguen, Saint-Thomas, Grainfay, Kerhervé, Kerivalain, le Sarrehouet, Kervihan, Kerhalué, Saint-Claude, Rue maison [Rimaison]. Superficie totale : 6 671 hectares dont (...) terres labourables 2 637 ha, prés et pâturages 606 ha, bois 325 ha, châtaigneraies 15 ha, vergers et jardins 124 ha, marais 5 ha, landes et incultes 2 867 ha, étangs 9 ha (...). Moulins de Kerhello, de Guervand, de Pascouet, de Kerjégu, de Locquéro, de la Boulaye, de Kergouet, de Kerbellec, du Run ; à eau. Écluses sur le canal de Nantes à Brest [erreur, sur le Blavet], de Boternaut, de Kerbesquer, de Rue maison [Rimaison], du Divid. (...) Pluméliau est encore couvert de vastes landes qui se développent sur un grand plateau à l'ouest de la route [de Baud à Pontivy]. Ces landes sembleraient pourtant susceptibles de culture. La partie est du territoire est assez bien cultivée ; cependant le seigle et l'avoine sont presque les seules céréales qu'on y récolte (...). Il y a foire à Saint-Nicolas-des-Eaux le 19 mars, le 1er vendredi d'avril, le 11 mai, le 20 juillet ; le premier samedi d'août à Saint-Nicodème ; enfin à Pluméliau le 6 novembre.Géologie : schiste talqueux. On parle le breton. »

Ces mêmes auteurs décrivent aussi le pardon de Saint-Nicodème, qui se tenait le premier samedi d'août et était alors très fréquenté : « Les laboureurs y conduisent leurs bestiaux, pour les garantir des maladies et obtenir de bonnes récoltes. Ces animaux, ornés de guirlandes et de rubans, sont conduits processionnellement au son des tambours et des fifres. Quelques-uns sont offerts en don à la chapelle, et vendus aux enchères ; ils s'élèvent à un très haut prix , parce que leur présence dans les étables est réputée un gage de bonheur ». Ils indiquent aussi que « la canalisation du Blavet n'a pas encore rendu à cette commune les services qu'elle était en droit d'espérer ; la raison en est dans les difficultés qu'offrent les abords du chemin de halage ».
Lors des élections législatives de 1876 « de nombreux témoins ont déposé qu'à Pluméliau, à Cléguérec, à Moustoir-Ac, à Baud, à Séglien, à Locuon, à Naizin, à Noyal-Pontivy, et dans un grand nombre d'autres communes, les curés et les vicaires se tenaient, le jour du scrutin, à la porte des sections de vote, surveillaient les bulletins, déchiraient ceux de M. Cadoret, forçaient les électeurs à prendre ceux de M. de Mun, et les conduisaient voter ».
En 1878 à Pluméliau des enseignants laïcs remplacèrent des enseignants congréganistes des Frères de Ploërmel à la suite « depuis de longs mois, des bruits persistants de mauvais traitements infligés par des congréganistes (...) à des enfants confiés à leurs soins » ; ces enseignants furent suspendus par le préfet du Morbihan et remplacés, à la demande du conseil municipal de Pluméliau, par des laïcs.
Lors des élections législatives du 22 janvier 1899 (élections refaites après l'annulation du résultat du scrutin du 8 mai 1898), les deux candidats principaux dans la première circonscription de Pontivy étaient le comte de Lanjuinais, antidreyfusard (lequel fut élu député) et le docteur Langlais, dreyfusard, un rapport sur les opérations électorales indique que « dans une région  où les idées religieuses sont restées très vivaces, où l'autorité du clergé s'est maintenue très puissante sur des populations ignorantes et superstitieuses, l'action des recteurs, dans la bataillé électorale, (...) s'est exercée avec vigueur (...) ». À Pluméliau une quinzaine d'életeurs ont dénoncé l'action du clergé paroissial; par exemple le 1er janvier 1899 l'abbé Craignaud déclare au milieu de son sermon : « Je vous le dis, du haut de cette chaire de vérité, mois, membre de l'Église catholique, si vous ne votez pas bien, vous serez damnés ». Le jour de l'élection des scènes de violence se déroulèrent, notamment à Pluméliau « dont se sont rendus coupables les agents et les électeurs du comte de Lanjuinais ».

### LeXXesiècle

#### La Belle Époque

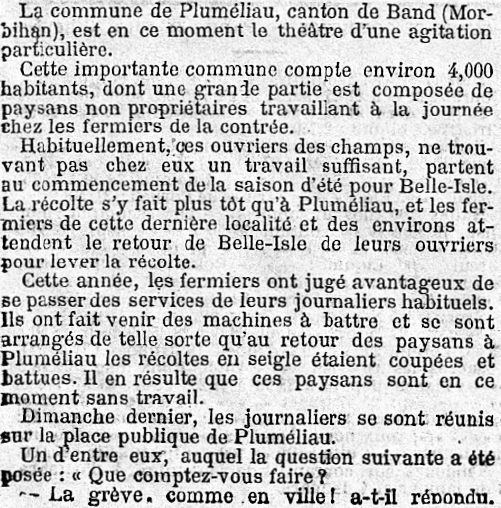
L'agitation sociale des journaliers de Pluméliau en 1901 (journal Le Temps).

Victimes de leur remplacement par des machines à battre lors des moissons, des journaliers de Pluméliau se mirent en grève en 1901, menaçant de briser les machines et piller les champs. Le journal Le Temps écrit : « La situation des journaliers de Pluméliau est des plus précaires. Ils gagnent un franc par jour et sont nourris ; le salaire des femmes est de 50 centimes, plus la nourriture. Ils habitent des chaumières construites en planches, en terre, quelquefois même avec des branchages entrelacés. Ils se nourrissent de lait caillé , de bouillie d'avoine, de pommes de terre ».
Un sonneur de Pluméliau devint célèbre pour avoir participé à l'Exposition universelle de 1900 à Paris.
Un rapport de gendarmerie de décembre 1902 écrit : « Toute la population de Pluméliau, sauf une dizaine de personnes, ne parle que le breton et de tout temps les prédications se font en breton ».
Le journal La Dépêche de Brest et de l'Ouest écrit le 16 mars 1906 que l'inventaire des biens d'église n'a pu avoir lieu à Pluméliau.
Une école publique fut inaugurée à Pluméliau en septembre 1913.

#### La Première Guerre mondiale
Le monument aux morts de Pluméliau, inauguré le 8 mars 1925 et œuvre du sculpteur Henri Gouzien , porte les noms de 283 soldats morts pour la France pendant la Première Guerre mondiale.

#### L'entre-deux-guerres
Le monument aux morts de Pluméliau fut inauguré le dimanche 8 mars 1925.

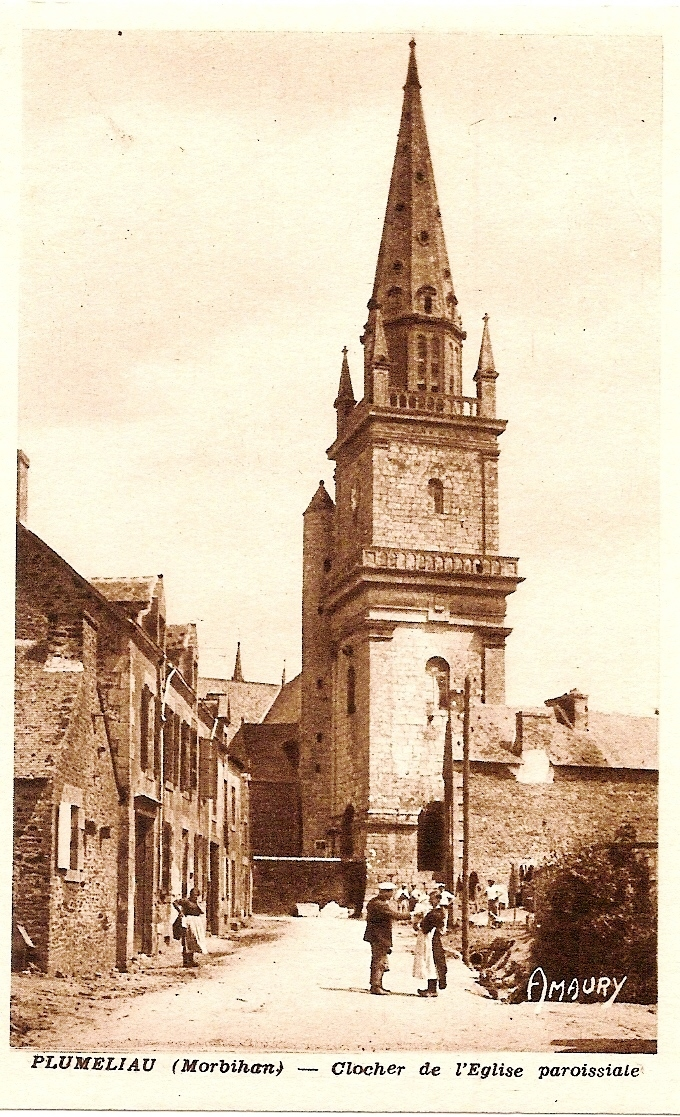
Pluméliau : l'église paroissiale Saint-Meliau vers 1920 (carte postale).
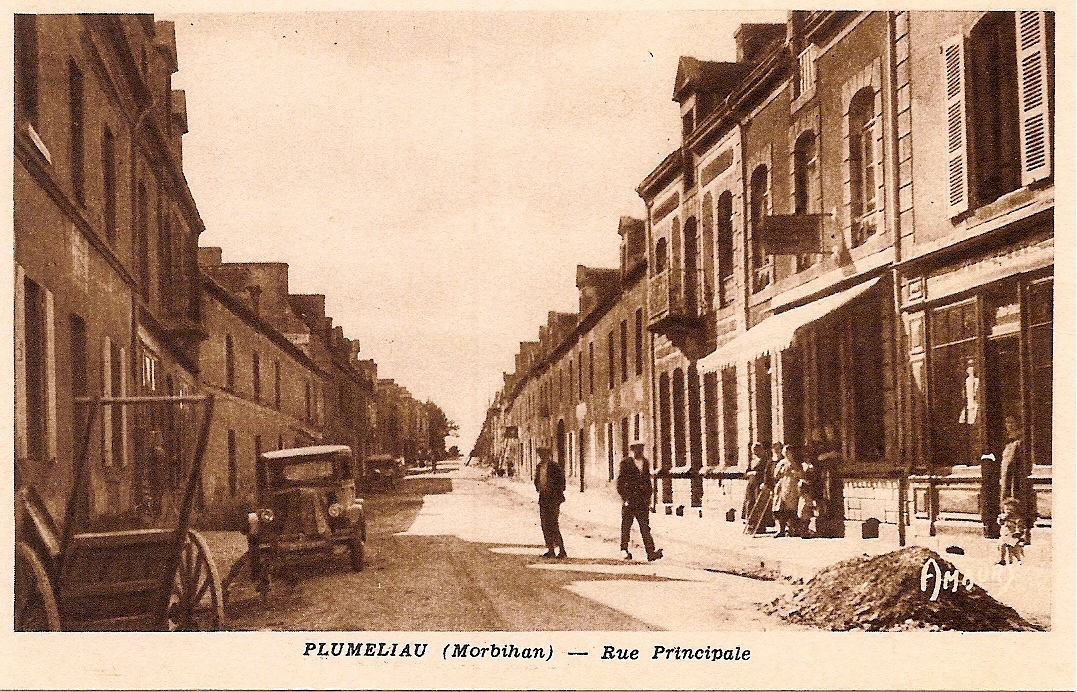
La rue principale de Pluméliau vers 1920 (carte postale).
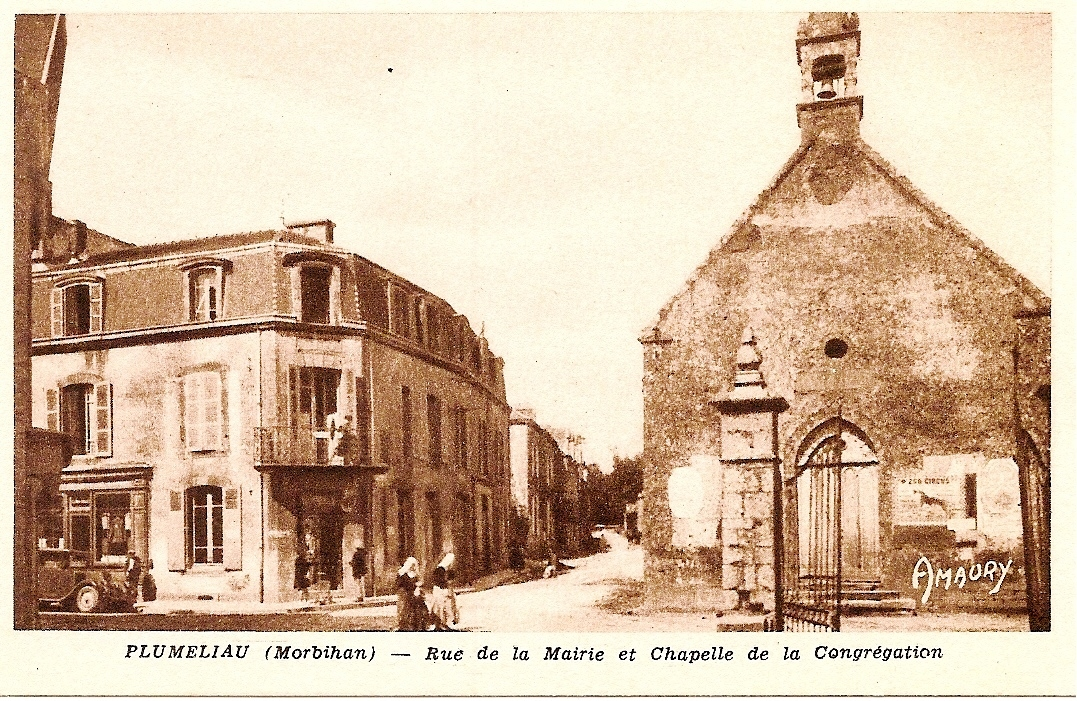
La rue de la Mairie et la chapelle de la Congrégation vers 1920 (carte postale).
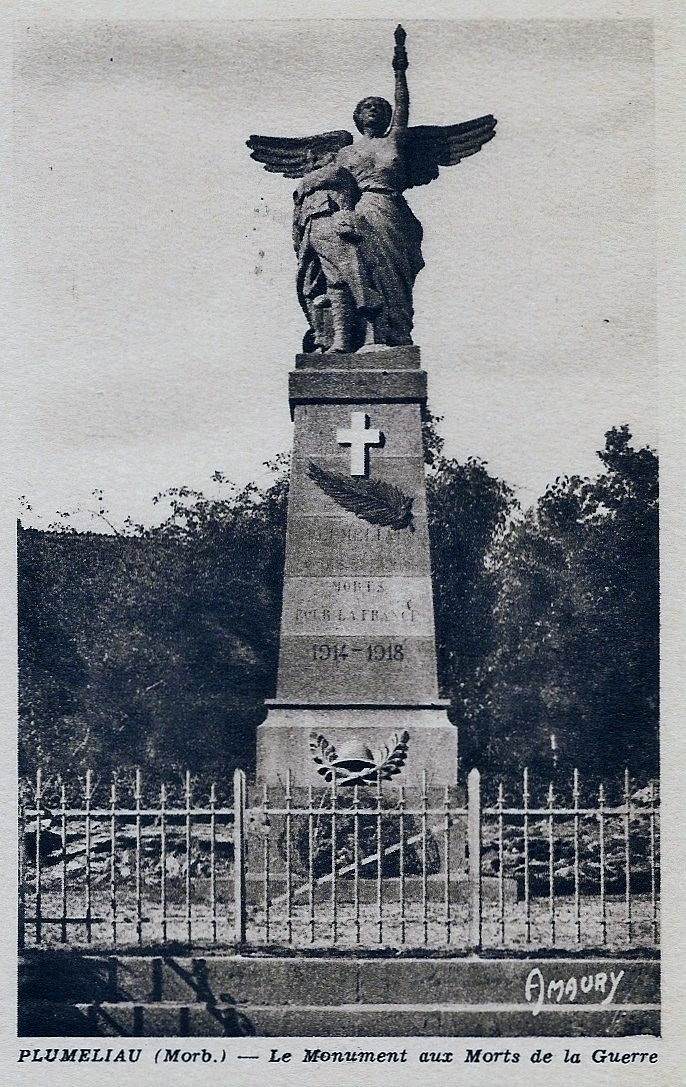
Le monument aux morts de Pluméliau vers 1925 (carte postale).
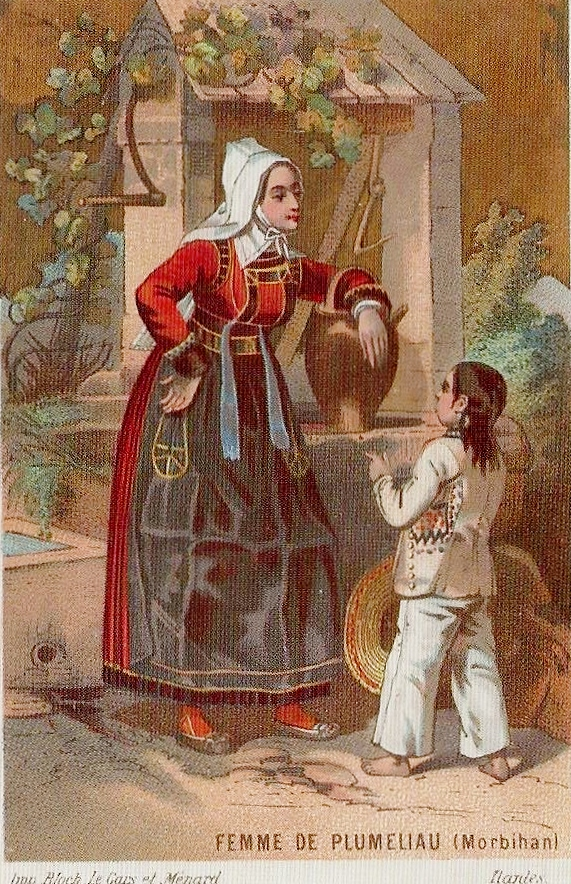
Femme de Plumeliau (image d'une collection enfantine, vers 1920).

Le Nouvelliste du Morbihan décrit une grande noce organisée à Pluméliau le 19 juin 1928 : « Après la cérémonie religieuse, quelques danses furent exécutées dans le bourg, ; ensuite le cortège se rendit, étape par étape, escorté de 600 invités, jusqu'au Corronc, distant de 6 km du bourg. Dix rangées de tables furent dressées sous la grande galerie. Après avoir bien mangé et bien bu, les invités, au son des fameux binious et bombardes de Pluméliau, dansèrent dans un "rond" imposant. Nombreuses furent les barriques de cidre et de vin qui désaltérèrent les gens de la noce. (...) Le lendemain on pouvait compter encore 300 personnes à table (...) ».

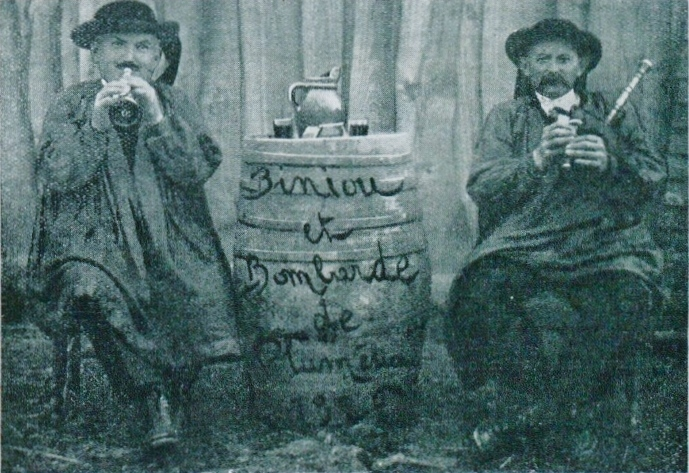
Deux sonneurs de Pluméliau, l'un de biniou, l'autre de bombarde, en 1928 (Le Nouvelliste du Morbihan).
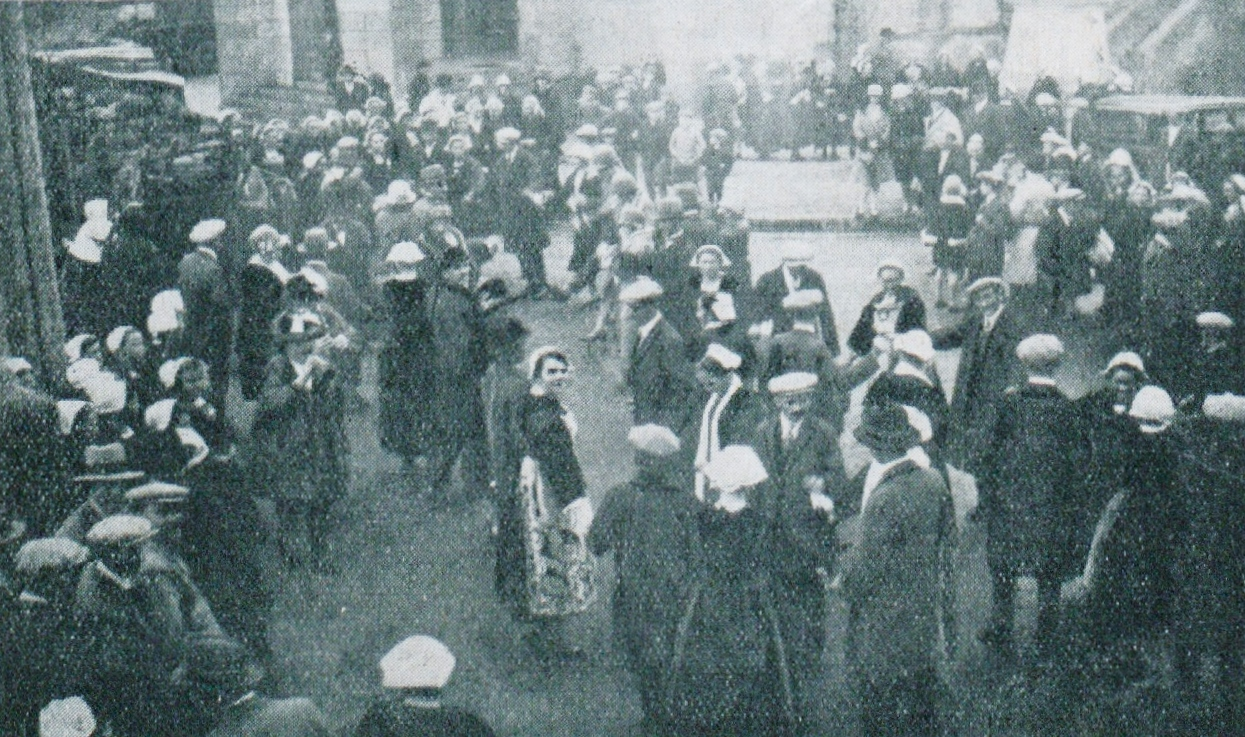
Danses bretonnes lors d'un mariage à Kerfourn en Pluméliau en 1928 (Le Nouvelliste du Morbihan).
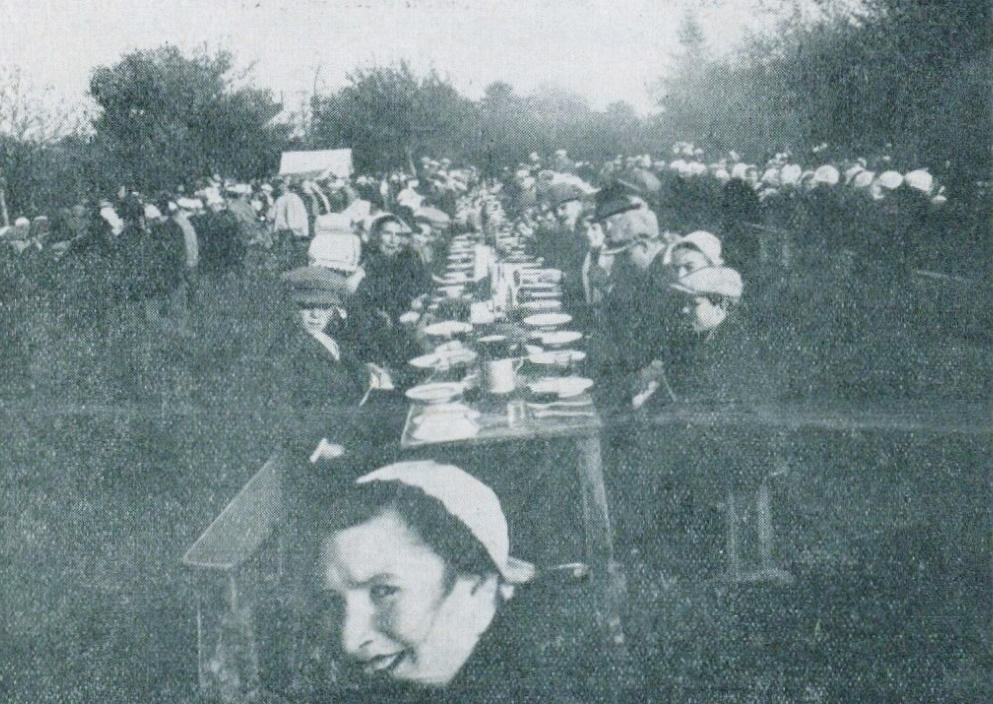
Repas de noces à Pluméliau en 1928 (Le Nouvelliste du Morbihan).
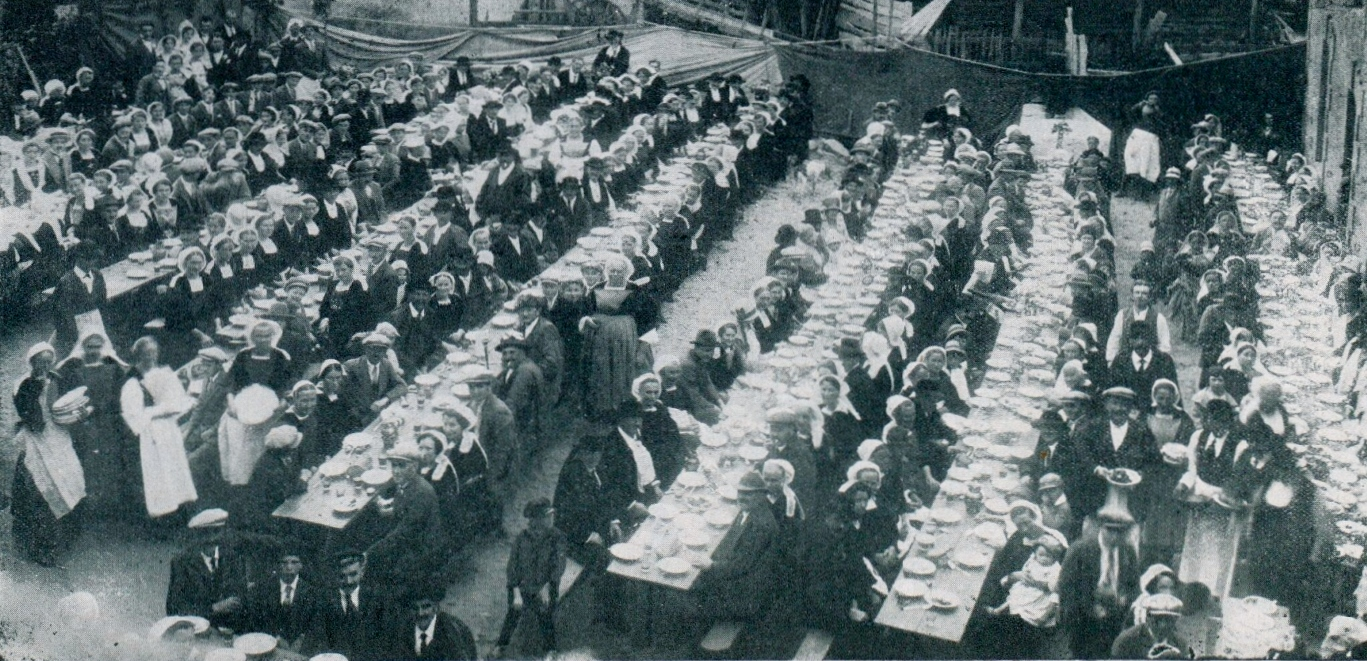
Un repas de mariage (600 invités) à Pluméliau en 1928 (Le Nouvelliste du Morbihan).

#### La Seconde Guerre mondiale
Le monument aux morts de Pluméliau porte les noms de 41 personnes mortes pour la France pendant la Deuxième Guerre mondiale.
Dans la nuit du 27 au 28 septembre 1940, des avions de la RAF lâchèrent 7 bombes visant la papeterie des bords du Blavet à Saint-Rivalain (en Melrand) et des bombes tombèrent dans des champs à Pluméliau sans faire de victimes.
Fin 1943, le détachement "Surcouf", commandé par René Jehanno, était formé dans la région de Melrand, Bubry, Quistinic et Saint-Barthélemy ; il intégrait début 1944 la 1re compagnie FTP du Morbihan, alors commandée par Jean-Marie Kerangouarec, alias "commandant Étienne" ; cette compagnie prit par la suite le nom de "compagnie Lanquetil" ; le 22 mai 1944 une patrouille de Géorgiens (des Volontaires et conscrits étrangers de la Waffen-SS qui collaboraient avec les Allemands) fit prisonnier 4 résistants, dont Jean-Marie Kerangouarec, à Saint-Nicolas-des-Eaux ; celui-ci fut fusillé le 30 juin 1944 à Saint-Jacques-de-la-Lande après avoir été atrocement torturé.
Dès l'été 1943, Pluméliau fut un centre actif de résistance contre les Allemands. Le 14 avril 1944 Jean Kessler et Maurice Devillers, deux résistants FTPF sont abattus par les Allemands près de l'étang de La Boulaye alors qu'ils tentaient de s'enfuir après avoir combattu.
Le 9 juin 1944, des maquisards FTPF de Pluméliau tuèrent une quinzaine de soldats allemands et cosaques en bénéficiant de l'effet de surprise. Ils perdirent toutefois un homme lors de ce combat : Eugène Le Mézo.
Le 4 juillet 1944, des troupes cosaques abattent François Hémon et Henri Lancelot au lieu-dit le Rhun.
Le 14 juillet 1944, des résistants appartenant à trois sections (90 hommes) de la 4e compagnie FTPF du Morbihan (devenu le 5e Bataillon FFI du Morbihan), commandées par le capitaine Bernard (Alphonse Le Cunff) sont encerclées par des troupes allemandes (300 soldats) autour des lieux-dits Kervernen, Kergant et Kerhudé. Le combat est particulièrement sanglant et pendant ces combats, 36 résistants sont tués et 25 faits prisonniers, emprisonnés et torturés à Locminé dans les sous-sols de l'école des filles avant d'être pour la plupart exécutés à Colpo au lieu-dit Botsegalo où se trouve une stèle érigée en leur mémoire. Le 29 juillet 1944, en représailles, la ferme du Rodu est brûlée par les Allemands.
Neuf résistants (Jacques Brouiller, Gustave Clero, Charles Flament, Jean Jamet (lieutenant de gendarmerie originaire de Lanvénégen), Mathieu Donnart (ingénieur, chef de l'Armée Secrète dans le Finistère), François Le Mouée, François Loscun, René Philippeau, Georges Willard), sont fusillés à Pluméliau le 29 juillet 1944.
La commune est libérée le 4 août 1944. Un monument situé à l'entrée de Saint-Nicolas-des-Eaux honore la mémoire des résistants tués lors des combats de Kervernen ou fusillés à Colpo. Le général De Gaulle vint à Pluméliau présider l'inauguration du monument élevé à la mémoire des martyrs de la Résistance.

#### La guerre d'Indochine
Le monument aux morts de Pluméliau porte les noms de deux soldats morts pour la France pendant la guerre d'Indochine : Jean Doré, chevalier de la Légion d'honneur, décoré de la Croix de guerre et de la Médaille de la Résistance, mort des suites de ses blessures le 8 décembre 1949 à Hanoï, et Jean Le Roy, tué à l'ennemi le 11 mars 1954 lors de la bataille de Diên Biên Phu.

### LeXXIesiècle
La commune fusionne avec la commune de Bieuzy au sein de la commune nouvelle de Pluméliau-Bieuzy le 1er janvier 2019.

## Politique et administration

### Religieuse
- 1120  - Guiguen et Rialen, prêtres[41].
- 1796  - Joseph Le Turnier, prêtre massacré par les révolutionnaires.

### Civile sous l'Ancien Régime
- Seigneurie de Kerveno: (« D'azur à dix étoiles d'argent, 4, 3, 2, 1 » la plus importante de la paroisse.
- Seigneurie de Bod-er-Béren ;
- Seigneurie de Kerascoët ;
- Seigneurie de Kerguh ;
- Seigneurie de Kersparlec ;
- Seigneurie de Kerven ;
- Seigneurie Saint-Thomas ;
- Seigneurie de Sarrouet ;
- Seigneurie de Talvern.

### Liste des maires
La création de la commune nouvelle de Pluméliau-Bieuzy entraîne la disparition du poste de maire de Pluméliau.

## Démographie
L'évolution du nombre d'habitants est connue à travers les recensements de la population effectués dans la commune depuis 1793. Pour les communes de moins de 10 000 habitants, une enquête de recensement portant sur toute la population est réalisée tous les cinq ans, les populations de référence des années intermédiaires étant quant à elles estimées par interpolation ou extrapolation. Pour la commune, le premier recensement exhaustif entrant dans le cadre du nouveau dispositif a été réalisé en 2008.

En 2016, la commune comptait 3 624 habitants, en évolution de +0,47 % par rapport à 2010 (Morbihan : +3,82 %, France hors Mayotte : +2,11 %).
| 1793  | 1800  | 1806  | 1821  | 1831  | 1836  | 1841  | 1846  | 1851  |
| ----- | ----- | ----- | ----- | ----- | ----- | ----- | ----- | ----- |
| 3 432 | 3 254 | 3 083 | 3 769 | 3 737 | 4 076 | 4 200 | 4 356 | 4 350 |

| 1856  | 1861  | 1866  | 1872  | 1876  | 1881  | 1886  | 1891  | 1896  |
| ----- | ----- | ----- | ----- | ----- | ----- | ----- | ----- | ----- |
| 4 996 | 4 286 | 4 396 | 4 162 | 4 361 | 4 266 | 4 492 | 4 548 | 4 603 |

| 1901  | 1906  | 1911  | 1921  | 1926  | 1931  | 1936  | 1946  | 1954  |
| ----- | ----- | ----- | ----- | ----- | ----- | ----- | ----- | ----- |
| 4 665 | 4 768 | 4 747 | 4 587 | 4 685 | 4 722 | 4 638 | 4 654 | 4 052 |

| 1962  | 1968  | 1975  | 1982  | 1990  | 1999  | 2006  | 2008  | 2013  |
| ----- | ----- | ----- | ----- | ----- | ----- | ----- | ----- | ----- |
| 3 860 | 3 753 | 3 524 | 3 216 | 3 152 | 3 091 | 3 414 | 3 505 | 3 594 |

| 2016  | - | - | - | - | - | - | - | - |
| ----- | - | - | - | - | - | - | - | - |
| 3 624 | - | - | - | - | - | - | - | - |

## Culture locale et patrimoine

### Lieux et monuments

#### Patrimoine naturel
- L'intersection du 48e parallèle nord et du 3e méridien à l'ouest de Greenwich se trouve sur le territoire de la commune (voir aussi le Degree Confluence Project).

#### Patrimoine religieux
Au début du XXe siècle, Pluméliau comptait 12 églises et chapelles.
- Église Saint-Méliau (église paroissiale XVIIe siècle, XIXe siècle et XXe siècle) ; construite en 1691, elle fut réaménagée par Léon Henry en 1861 : une reconstruction est amorcée en 1941, mais l'église est détruite en 1942 et refaite après la Seconde Guerre mondiale (travaux achevés en 1949)[51].
- Prieuré Saint-Nicolas de Castennec, dit aussi prieuré Saint-Nicolas-des-Eaux, dépendant de l'abbaye Saint-Florent de Saumur (puis le prieuré appartint à l'abbaye Saint-Sauveur de Redon, puis à celle de Saint-Gildas de Rhuys,  dont ne reste que :
  - La Chapelle Saint-Nicolas-des-Eaux,  Inscrit MH (1928) : en forme de croix latine, ancienne trève de Pluméliau, la chapelle actuelle a été construite en 1616 grâce aux donations de la famille de Kerveno dont les armes sont sculptées sur les sablières et à l'extérieur de l'édifice ; sa charpente est remarquable (clefs de voûte à motifs végétaux, sablières, blochets)[52]. Le calvaire situé à proximité, érigé à la fin du XVIe siècle, fut remonté en 1820[53]. Une fontaine de dévotion se trouve à proximité : encadrée d'un enclos en moellon, la fontaine présente des pignons à crochets et une niche en plein cintre contenant une statue ; deux colonnettes situées aux angles supportent des statues en ronde-bosse [54].

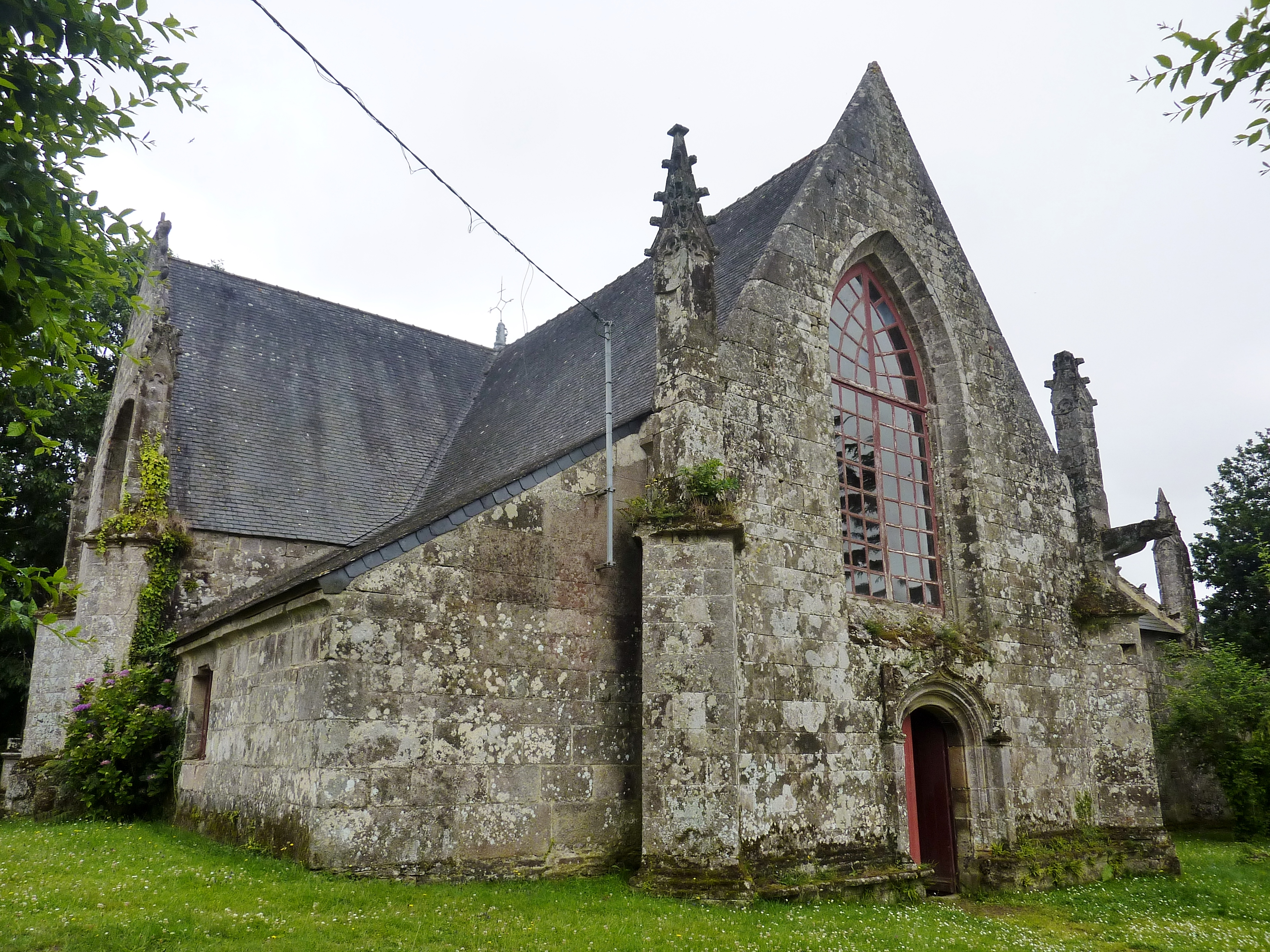
Vue extérieure d'ensemble.
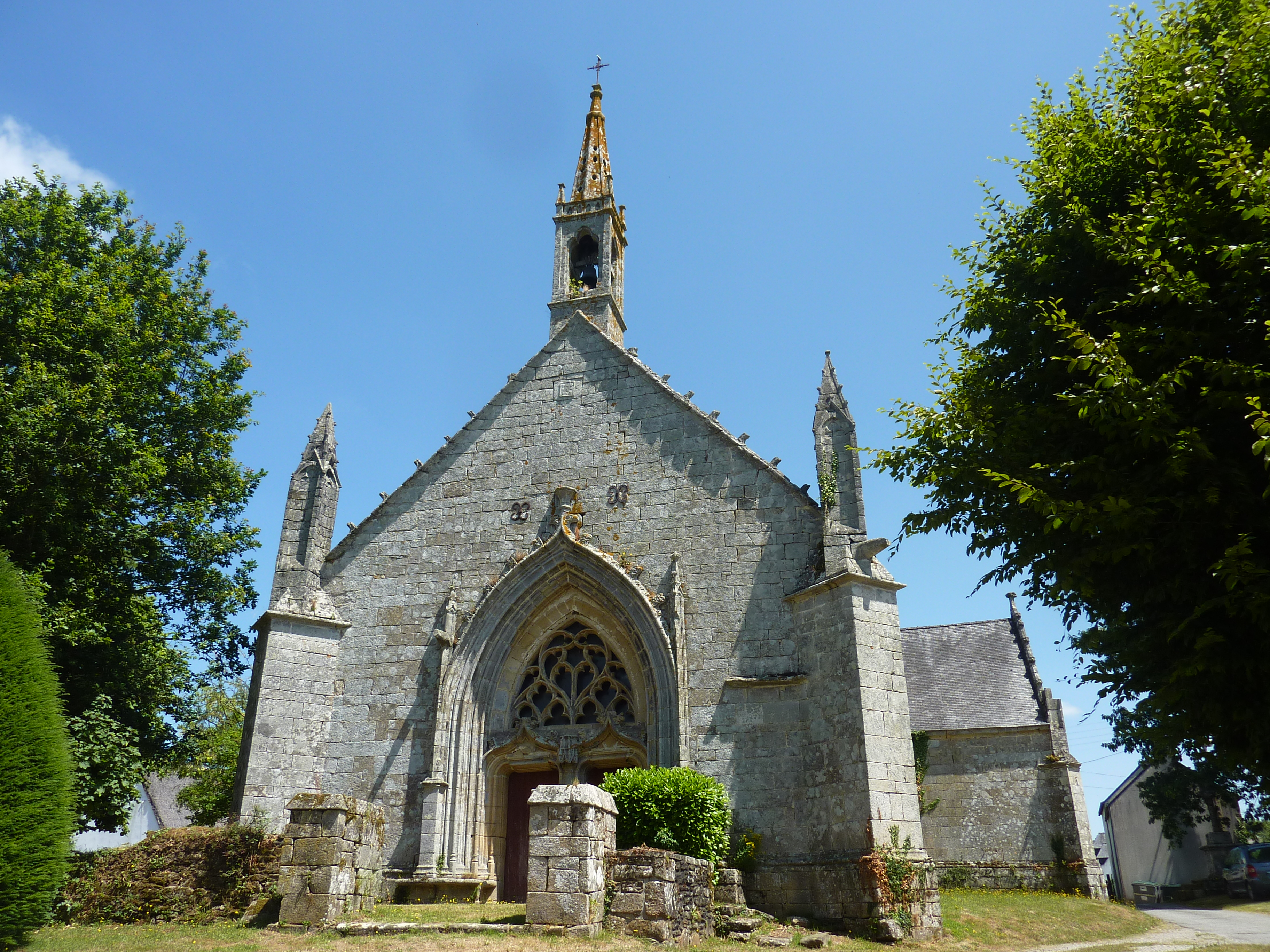
La façade.
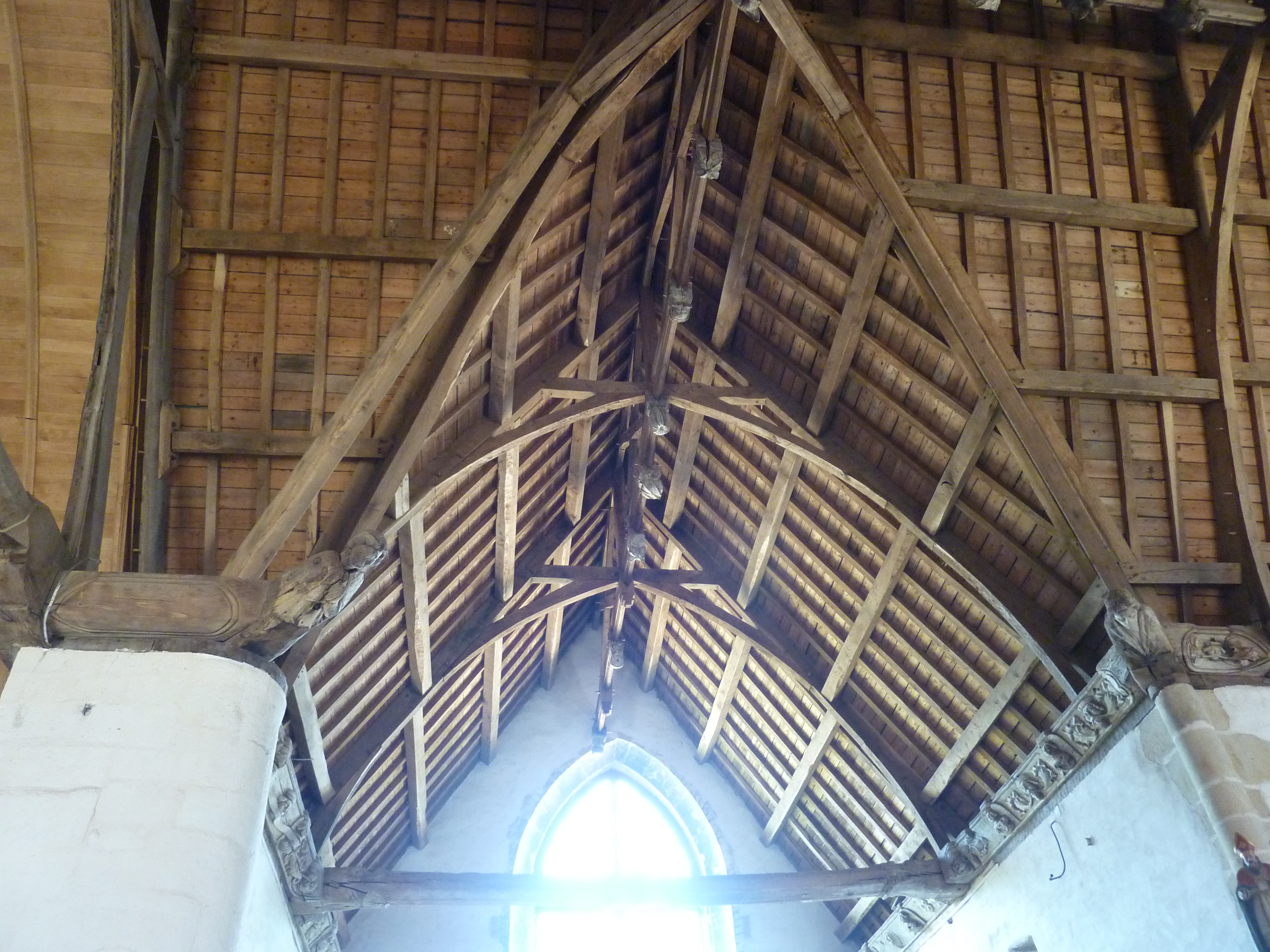
La charpente et ses sablières.
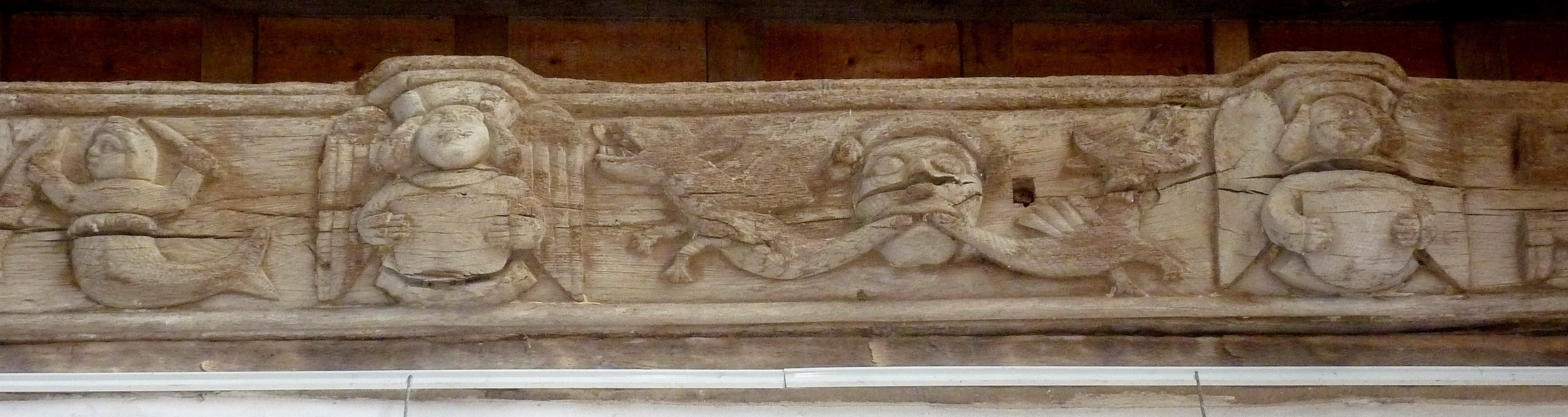
Sablière.
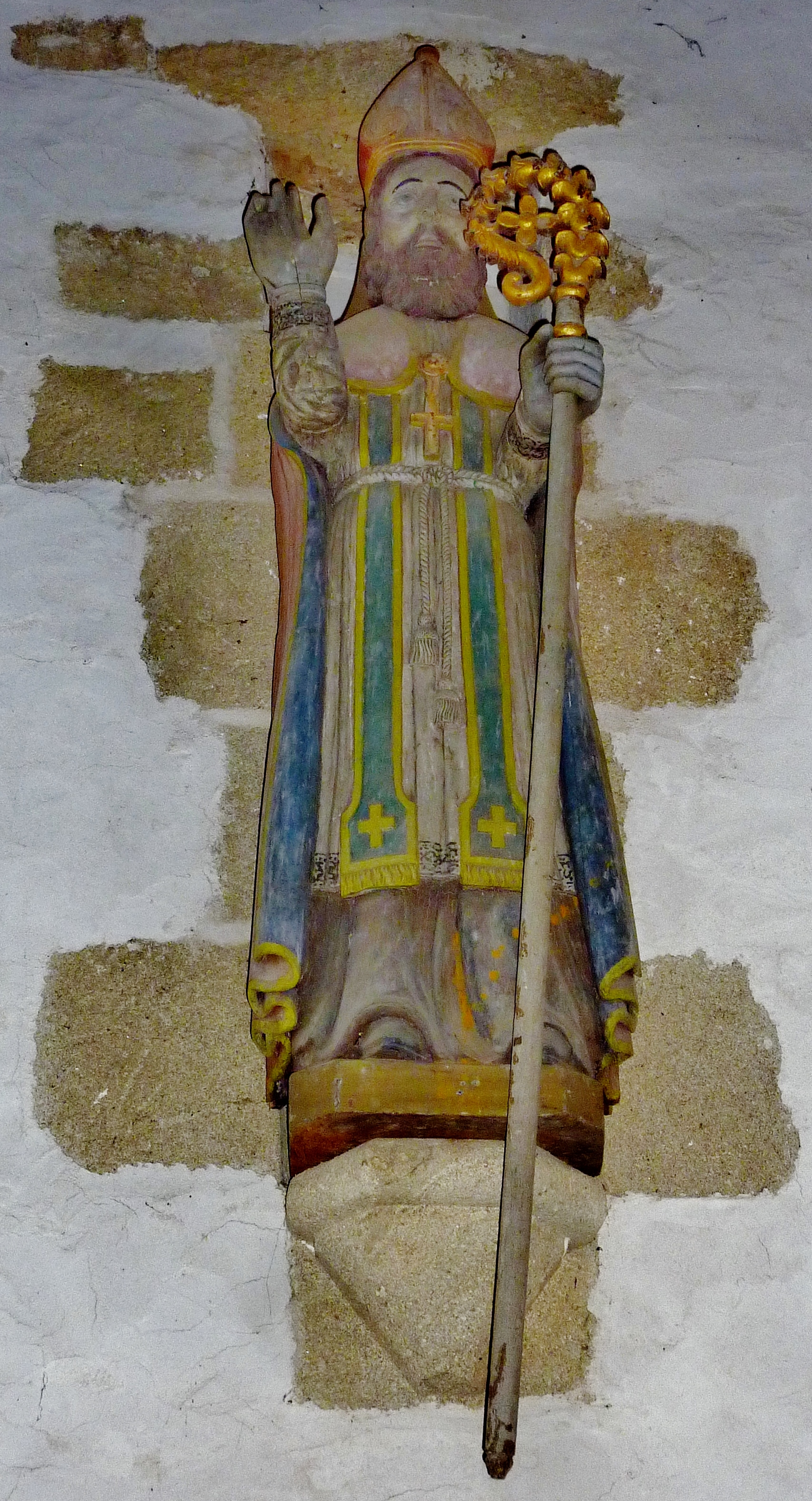
Statue de saint Nicolas.
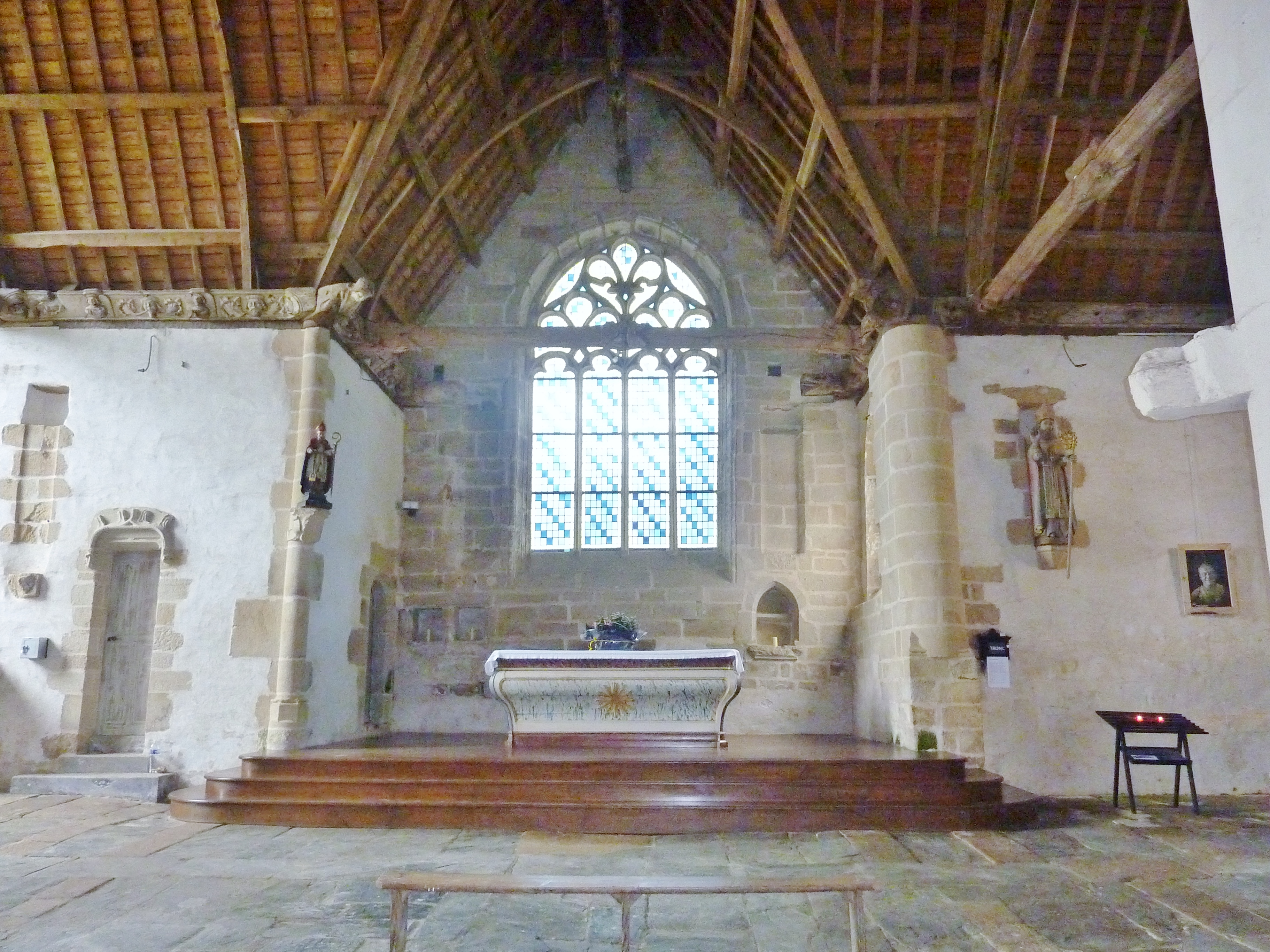
Le maître-autel.
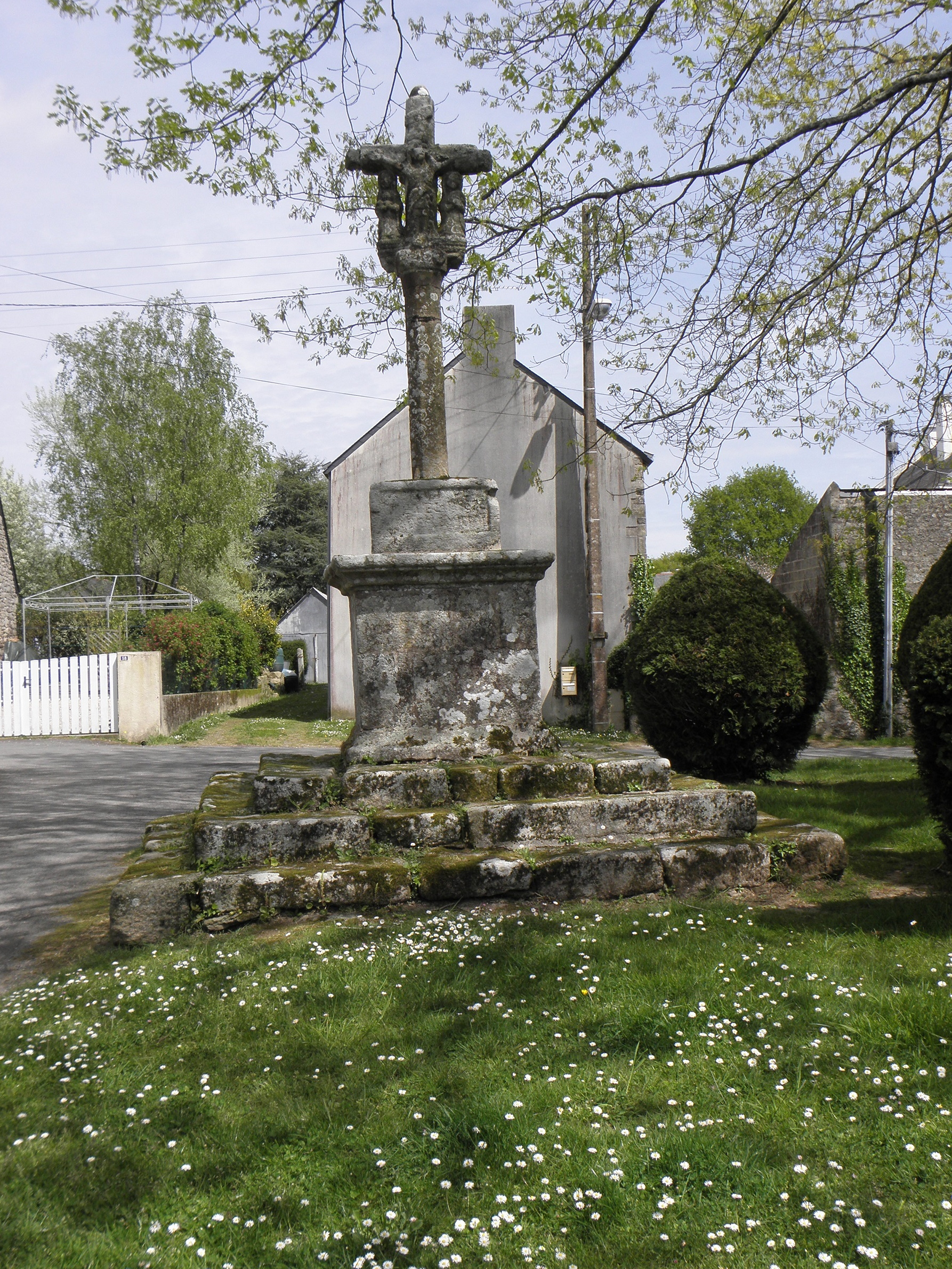
Le calvaire situé près de la chapelle.
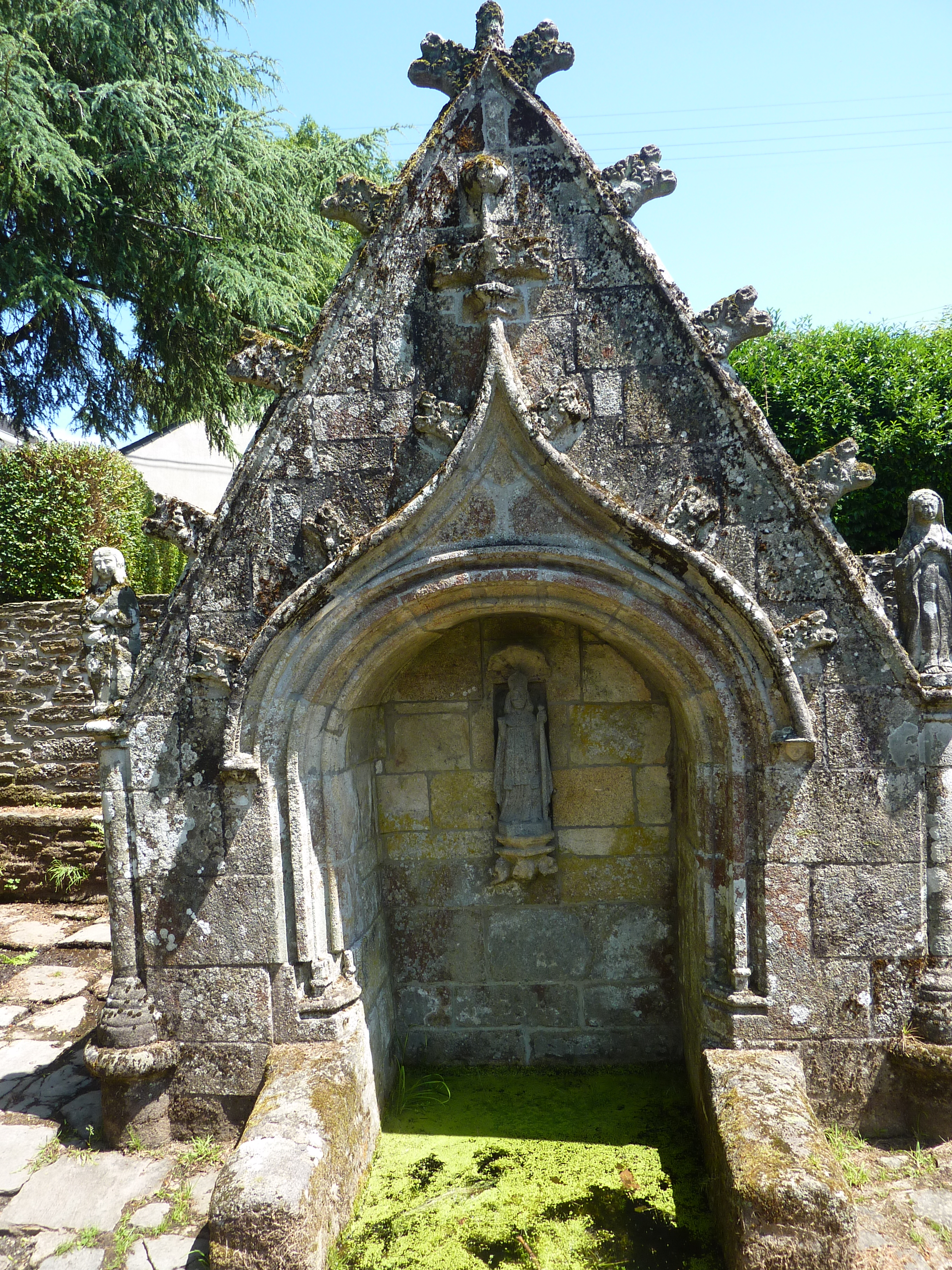
La fontaine de dévotion.
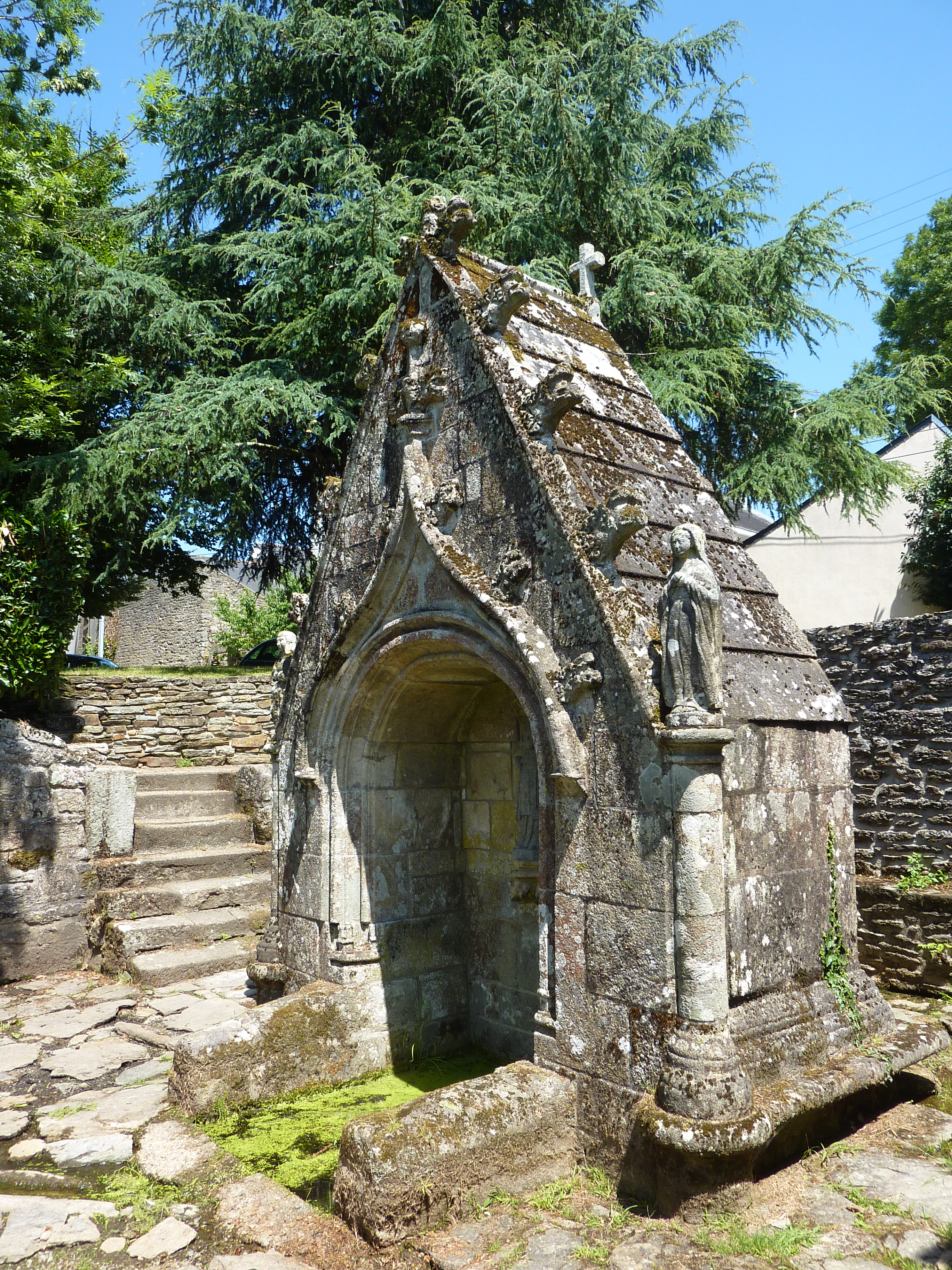
La fontaine de dévotion.

- Chapelle Sainte-Anne,  Inscrit MH (1925)

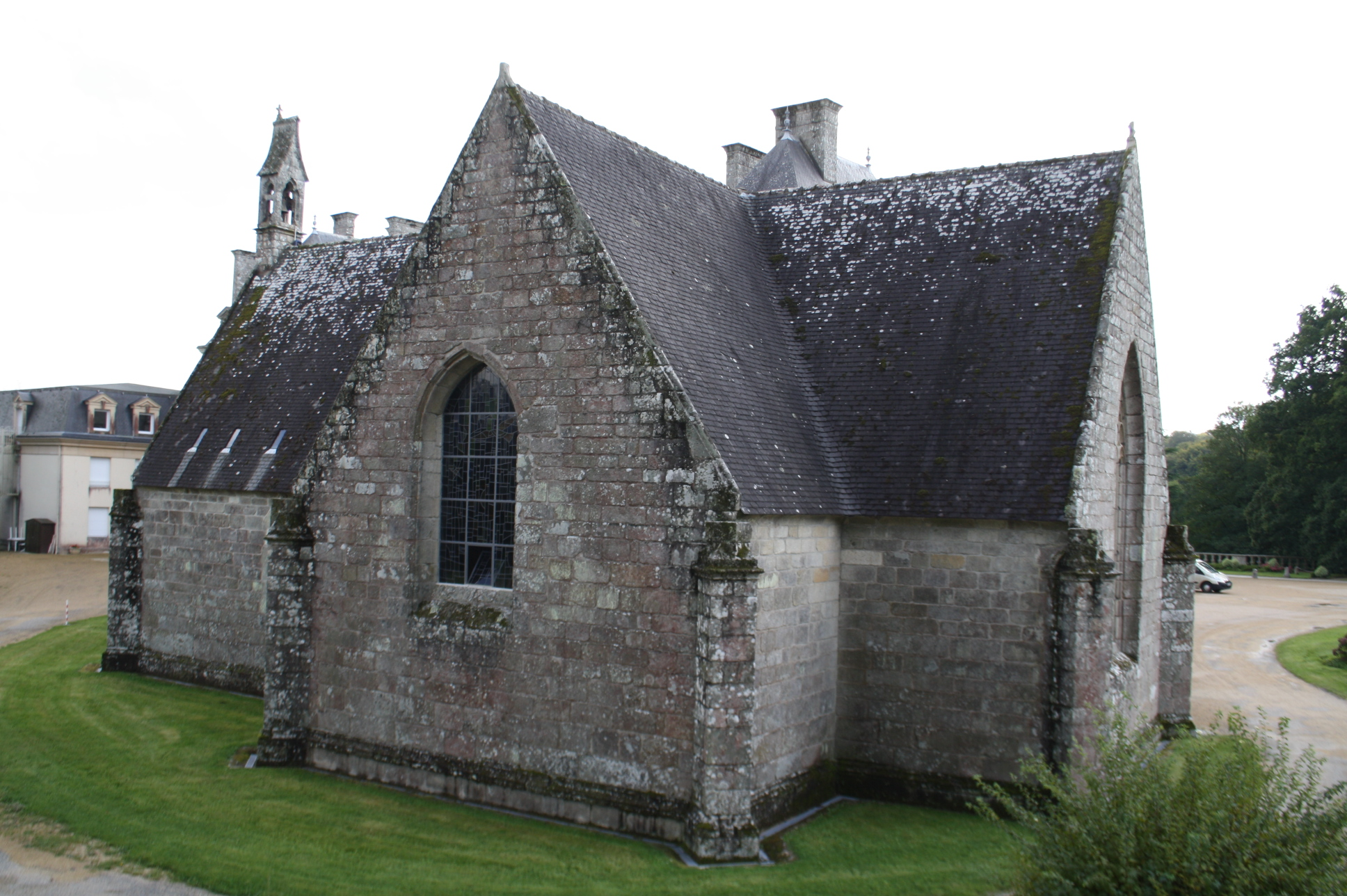
L'ancienne chapelle Sainte-Anne, vue extérieure d'ensemble (démontée, elle a été remontée pierre par pierre à Pont-Callec en Berné).

- Chapelle Notre-Dame de la Ferrière du XVIIe siècle. En 2002, une étude a été faite pour la restauration des fresques et sur les pathologies des murs. Le clocher de cet édifice a été frappé par la foudre dans la nuit du 26 au 27 février 2010, faisant d'importants dégâts[55]. Construite à la fin du XVe siècle par la famille de Kerveno, ses murs sont en pierre de taille de schiste gris vert, sauf sa tour qui est en granite ; son plan rectangulaire ne comporte aucune séparation architecturale entre le chœur et la nef, mais une clôture de chœur a été rajoutée au XIXe siècle[56].

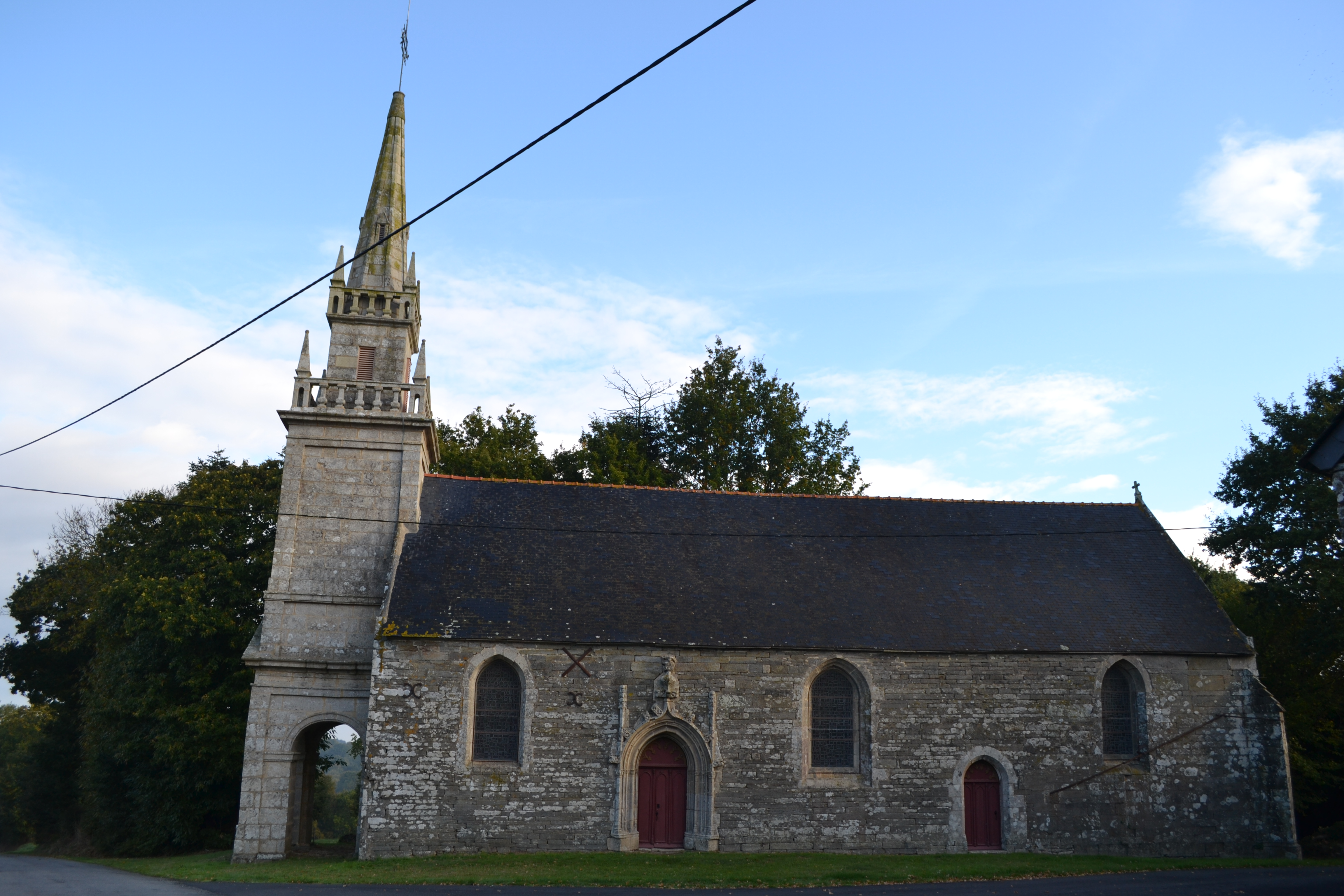
La chapelle Notre-Dame de la Ferrière.

- Chapelle Saint-Nicodème, en cours d'embellissement, avec son environnement et ses fontaines du XVIe siècle,  Classé MH (1910)[57]. Sa construction initiale date de 1539[58]

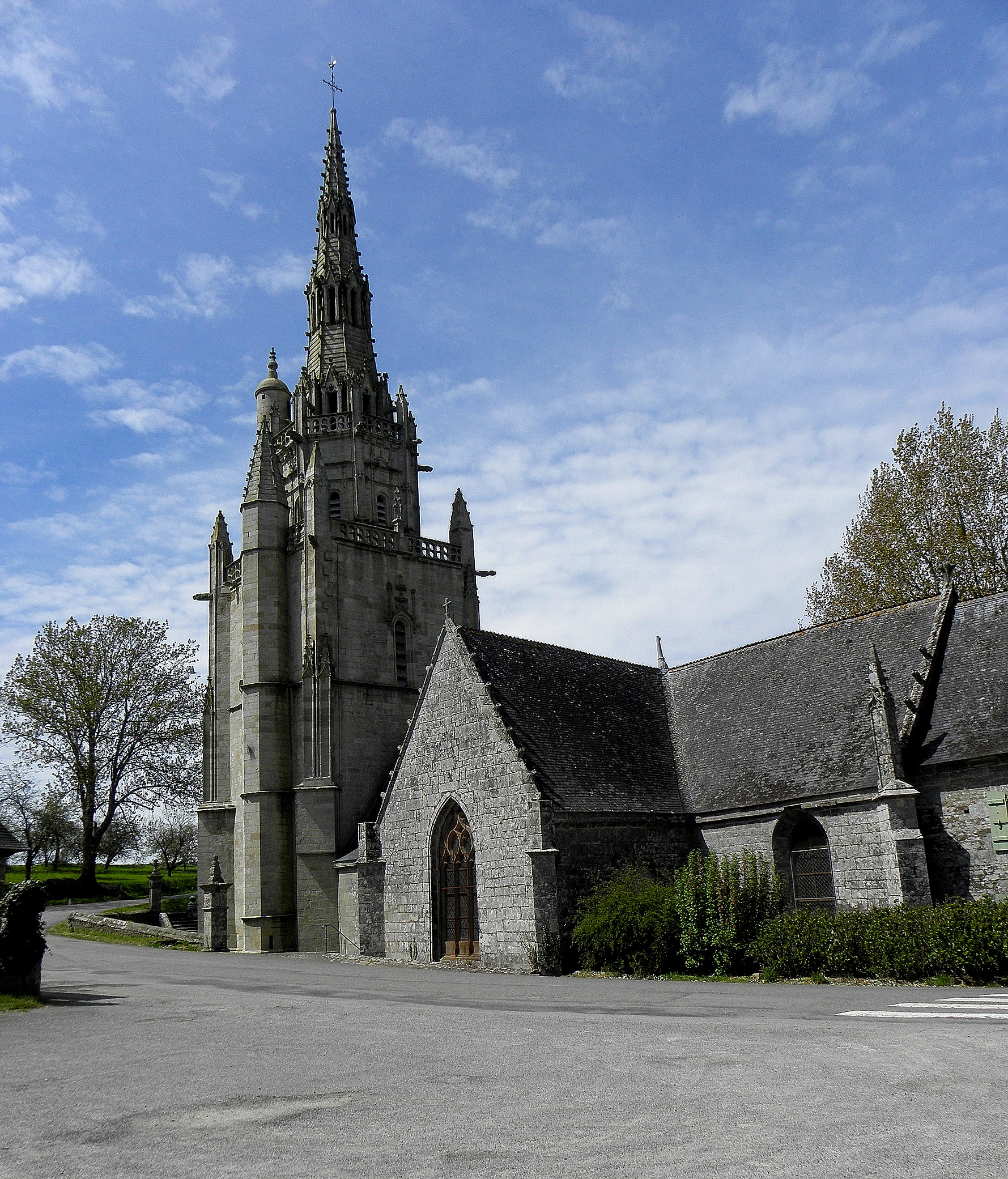
La chapelle Saint-Nicodème, vue extérieure d'ensemble.
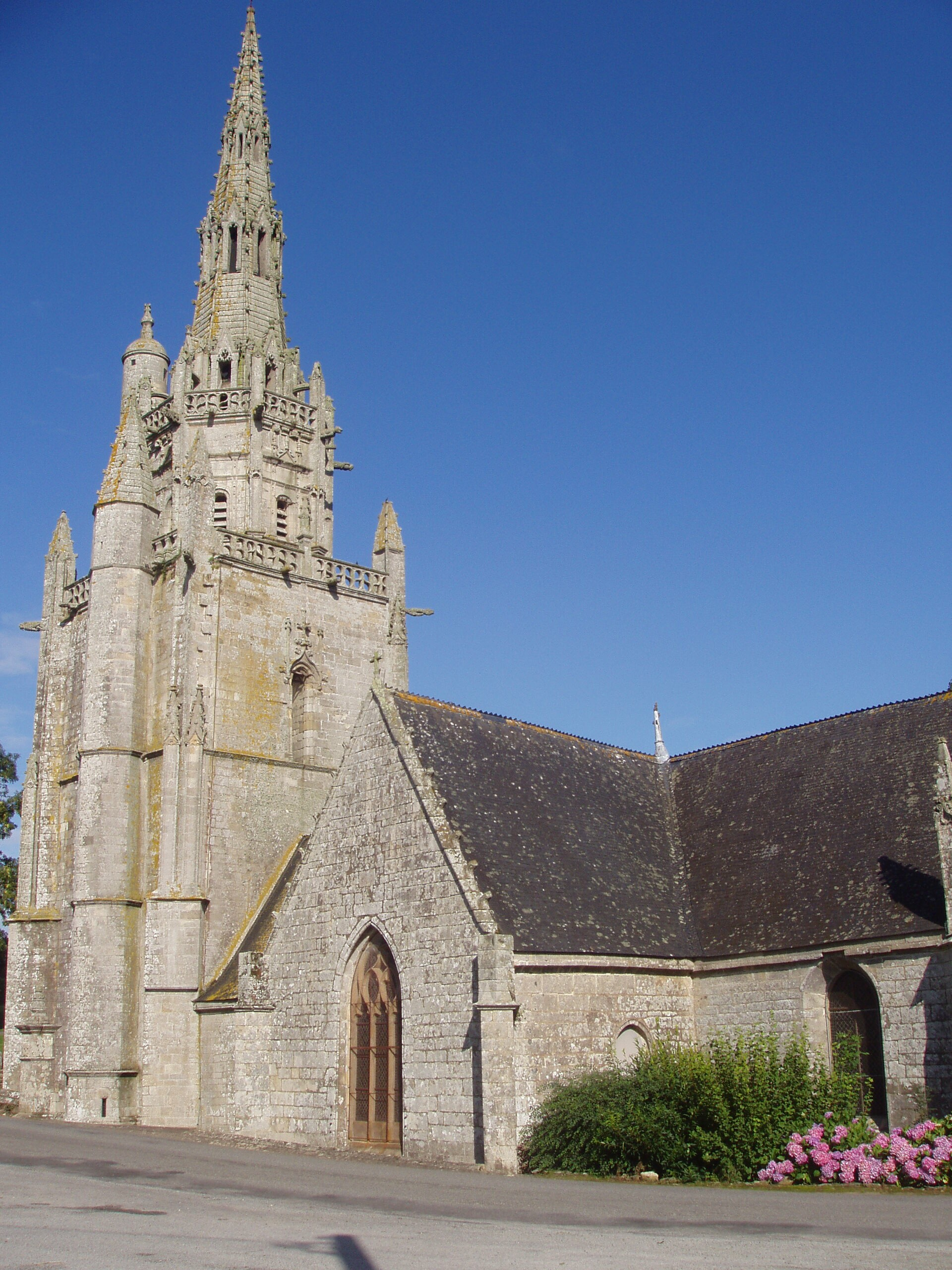
La chapelle Saint-Nicodème et son clocher.
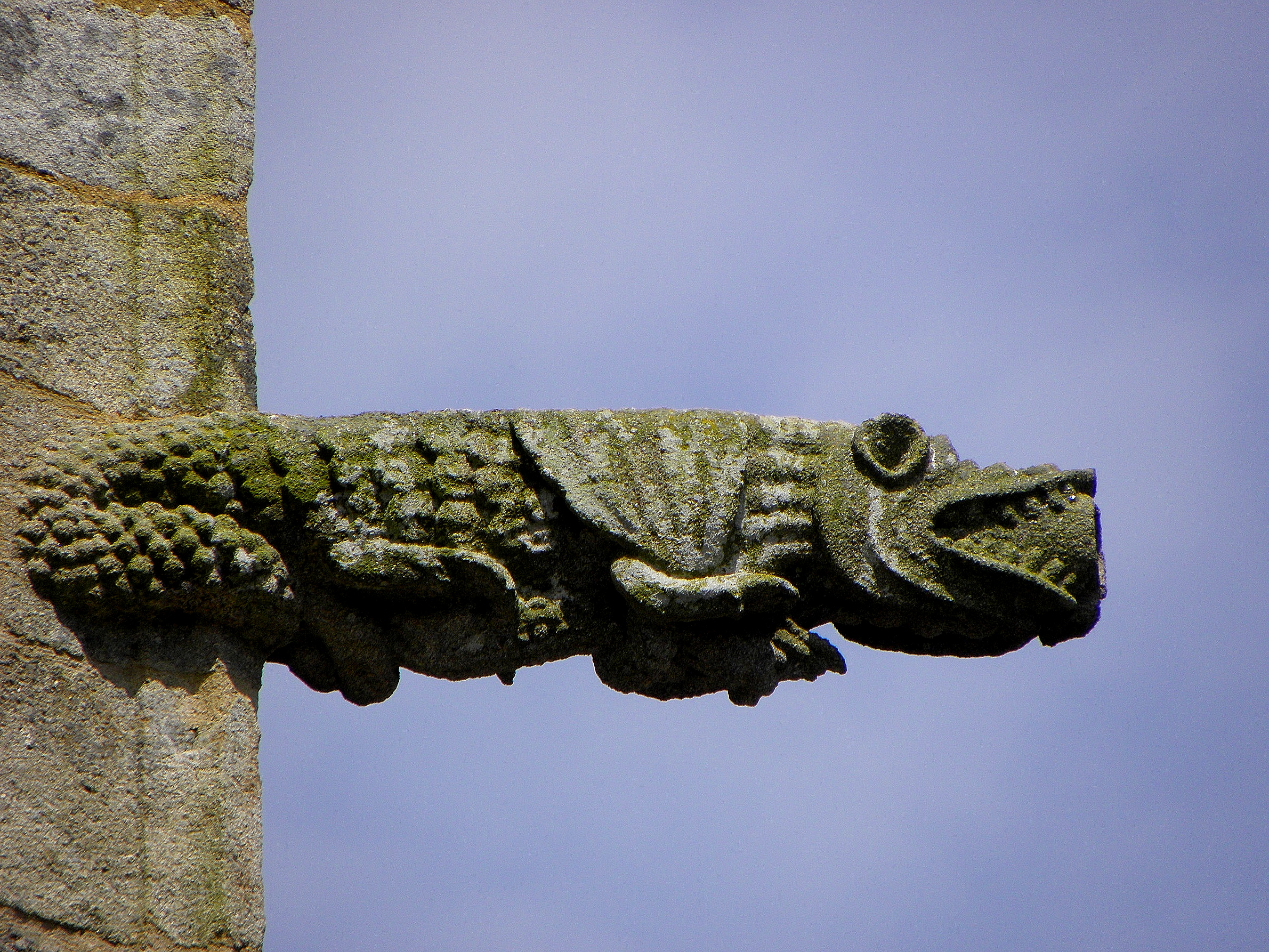
La chapelle Saint-Nicodème, gargouille.
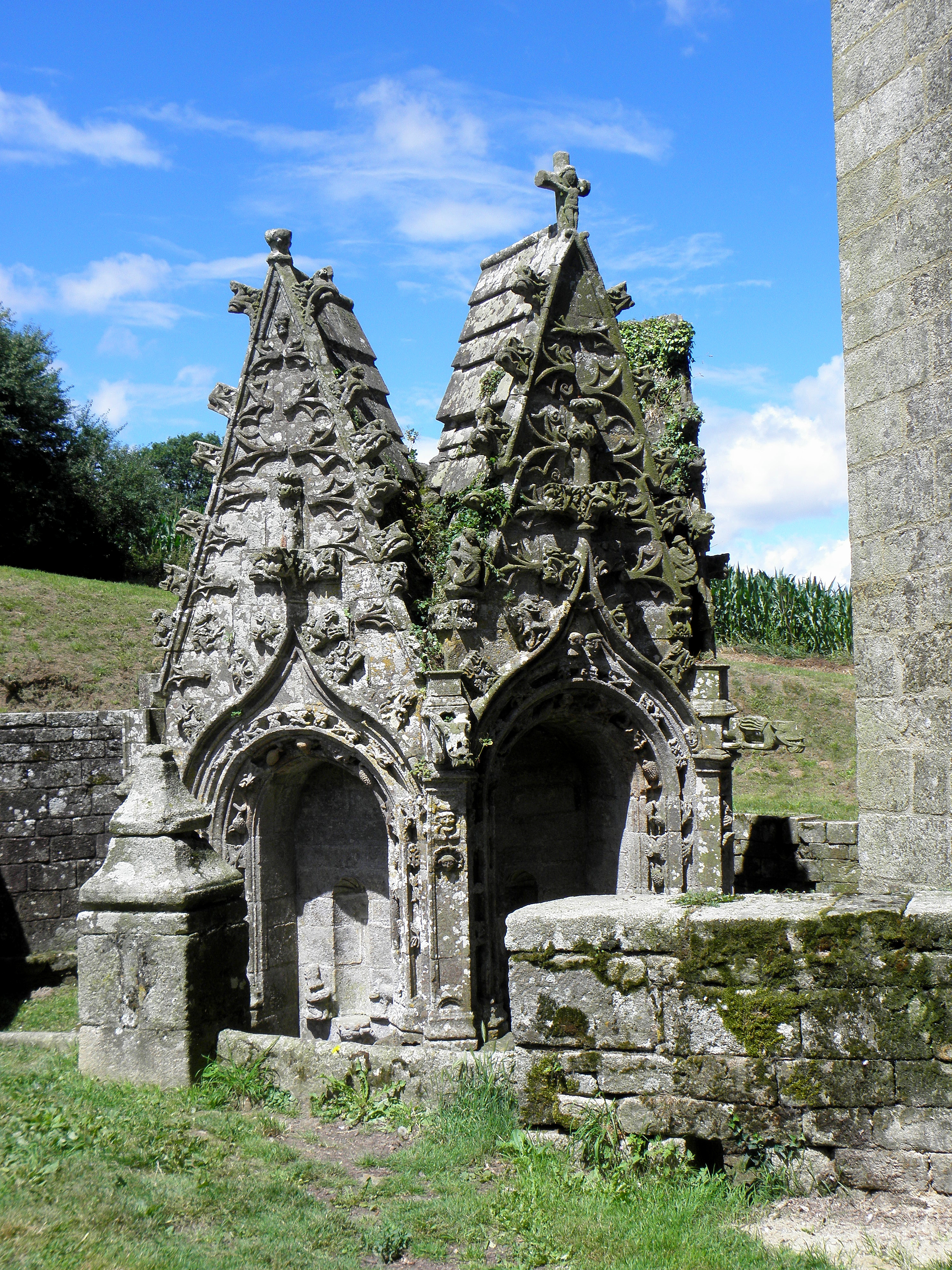
Deux des fontaines dans l'enclos de la chapelle Saint-Nicodème.
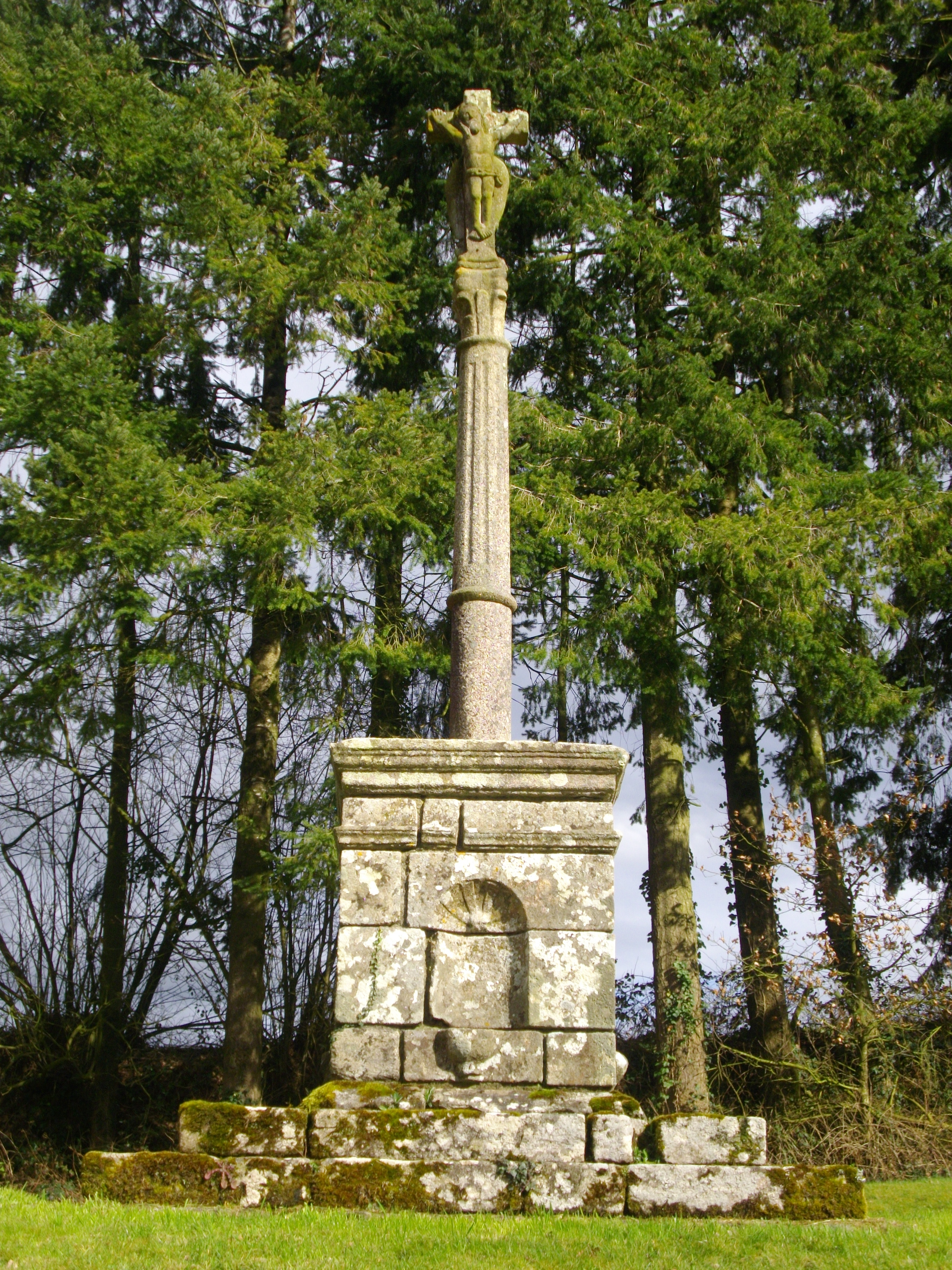
Calvaire dans l'enclos de la chapelle Saint-Nicodème.

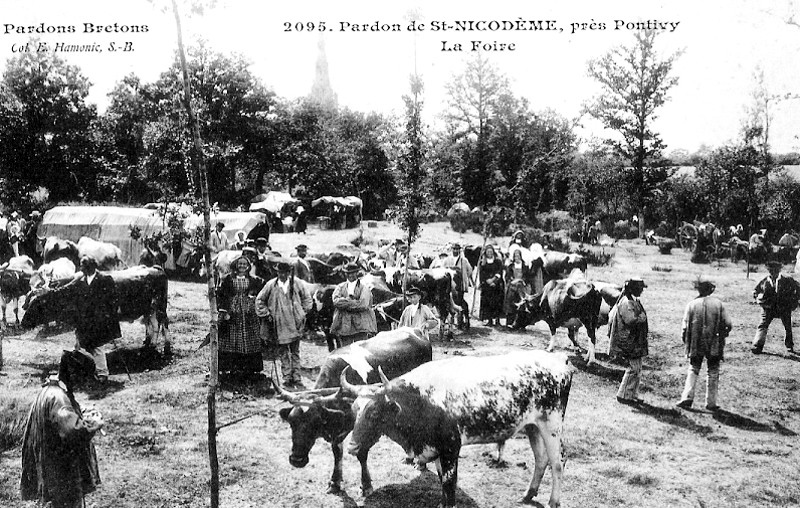
Pluméliau : le pardon de Saint-Nicodème, la foire (carte postale Émile Hamonic).
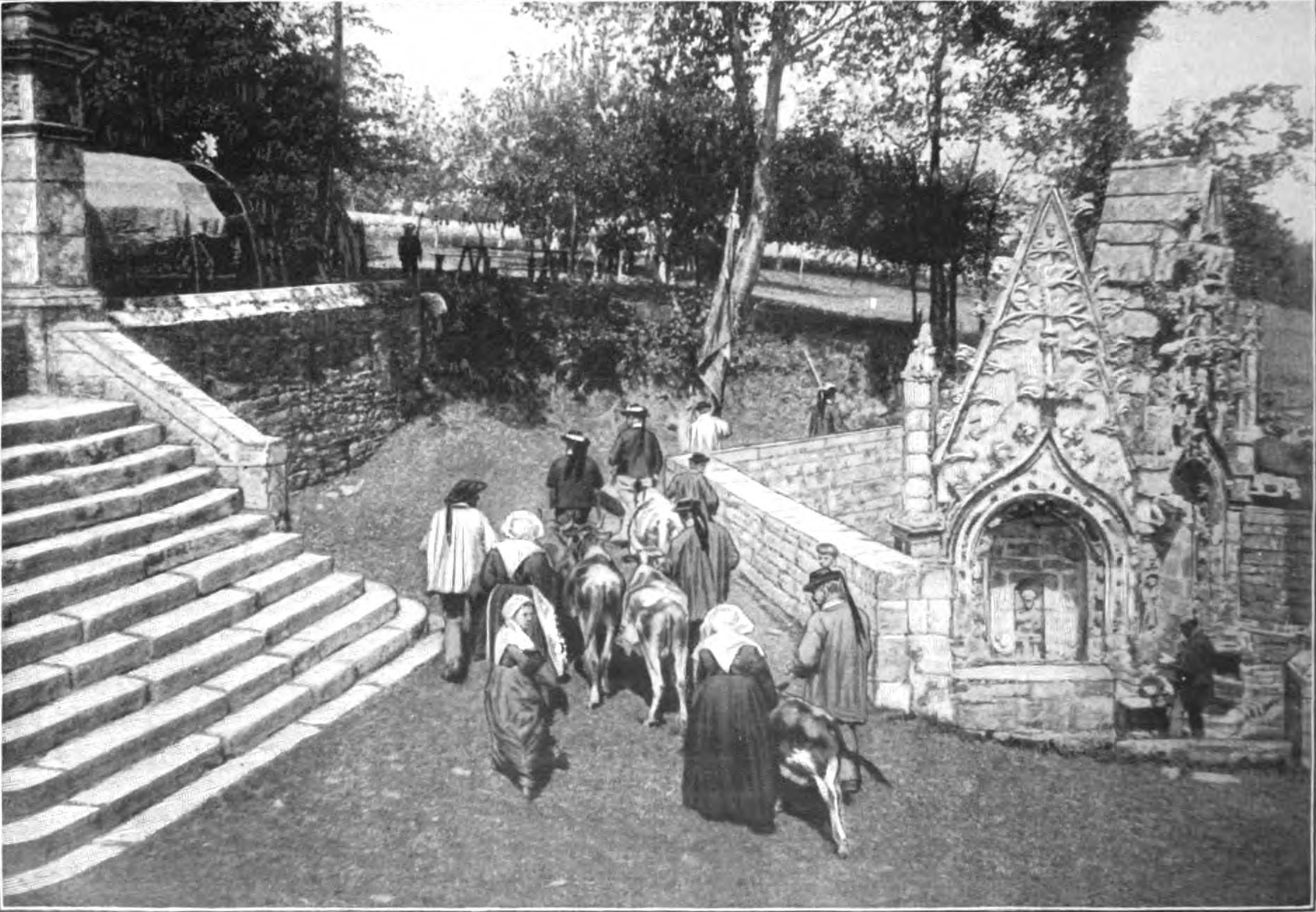
La procession des vaches au pardon de Saint-Nicodème (1904).
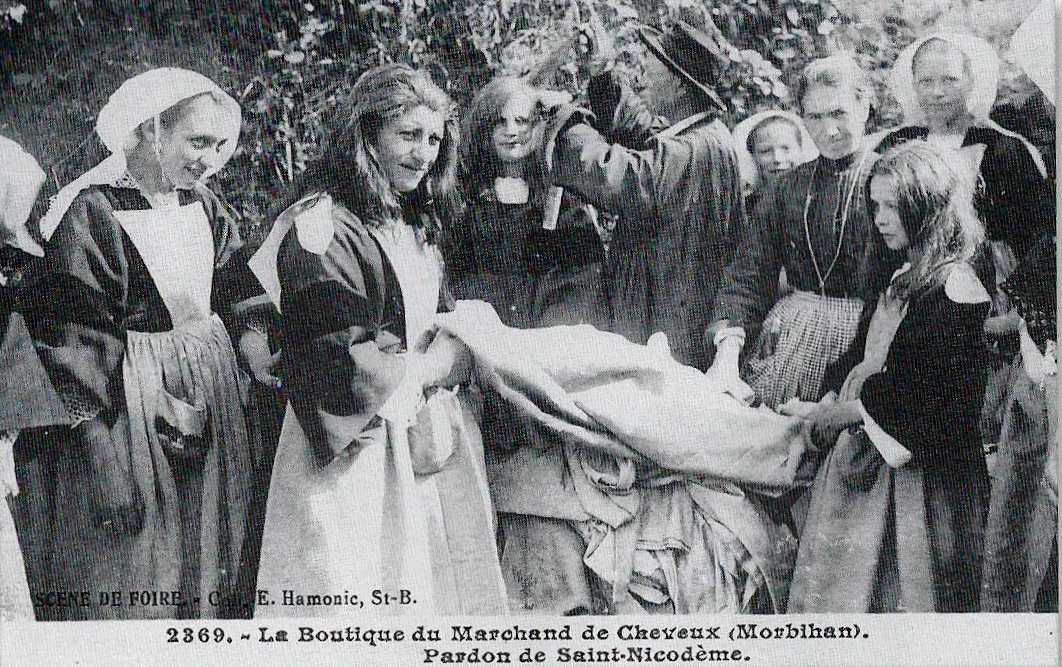
Le pardon de Saint-Nicodème : la boutique du marchand de cheveux (carte postale Émile Hamonic, vers 1900).
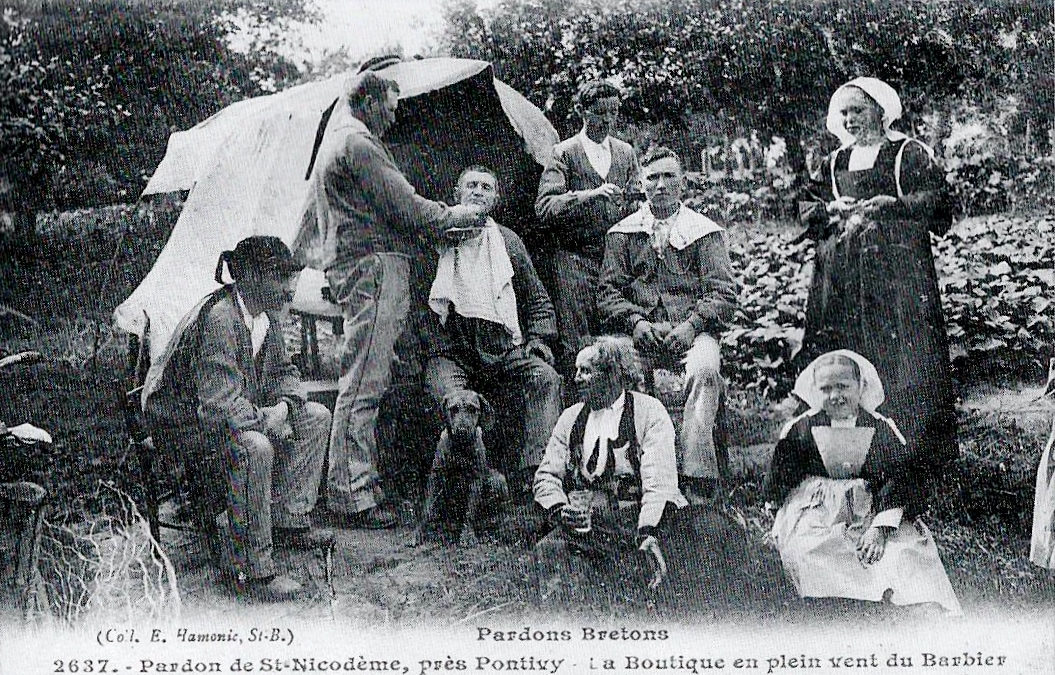
Le pardon de Saint-Nicodème : la boutique du barbier (carte postale Émile Hamonic, vers 1900).

Lors du pardon de Saint-Nicodème « un ange, mû par un va-et-vient, descend le long d'un câble amarré à la seconde galerie et vient mettre le feu à un énorme tas de fagots, disposé à environ 200 mètres du clocher. Le feu mis aux fagots, l'on remonte l'ange au clocher, tandis que lui-même lance de tous côtés la pluie d'artifices dont il a été entouré » décrivent A. Marteville et P. Varin en 1845.
La fontaine de Saint-Nicodème faisait l'objet d'une tradition encore vivace au XIXe siècle : « Les pèlerins qui accourent au pardon se lavent la tête et les mains dans cette fontaine, dont les eaux préviennent, disent les pèlerins, toutes les maladies épidémiques. Un usage particulier aux Plumeliens est celui-ci : plusieurs semaines avant la fête patronale, ils se laissent croître la barbe et, le matin de cette fête, ils viennent se faire raser sur le banc de pierre qui borde la fontaine, pour se laver dans l'eau de la source qu'elle recouvre ; les plus dévots à saint Nicodème sont ceux qui laissent leur barbe le plus longtemps inculte. Il est à remarquer que le clergé ne se mêle point ici aux processions que l'on fait faire aux bestiaux, et ne prend point sa part dans les offrandes faites au saint ».
- La chapelle de la Madeleine (elle date du XVIIe siècle, mais a été rebâtie vers le milieu du XIXe siècle) est dédiée à saint Éloi et à sainte Marie-Madeleine ; une fontaine de dévotion et une croix de chemin sont situées à proximité. Son pardon a lieu le deuxième dimanche de juillet. Par le passé, une procession de chevaux y était organisée après les vêpres le jour du pardon[59].
- La chapelle Saint-Claude (elle date du premier quart du XVIe siècle, en ruine)[60].
- La chapelle Saint-Hilaire : elle a été reconstruite en 1868 en style néogothique, remplaçant une chapelle qui aurait été construite au XVe siècle ; la tombe de Joseph Le Turnier, prêtre réfractaire assassiné le 31 mai 1796 se trouve devant l'autel. Elle possède plusieurs statues, dont une Vierge à l'Enfant et une statue de saint Isidore, et une statue-reliquaire de procession de saint Hilaire[61].
- Calvaire de Port-Arthur(XVIe siècle, remanié première moitié du XIXe siècle),  Inscrit MH (1935)[62].

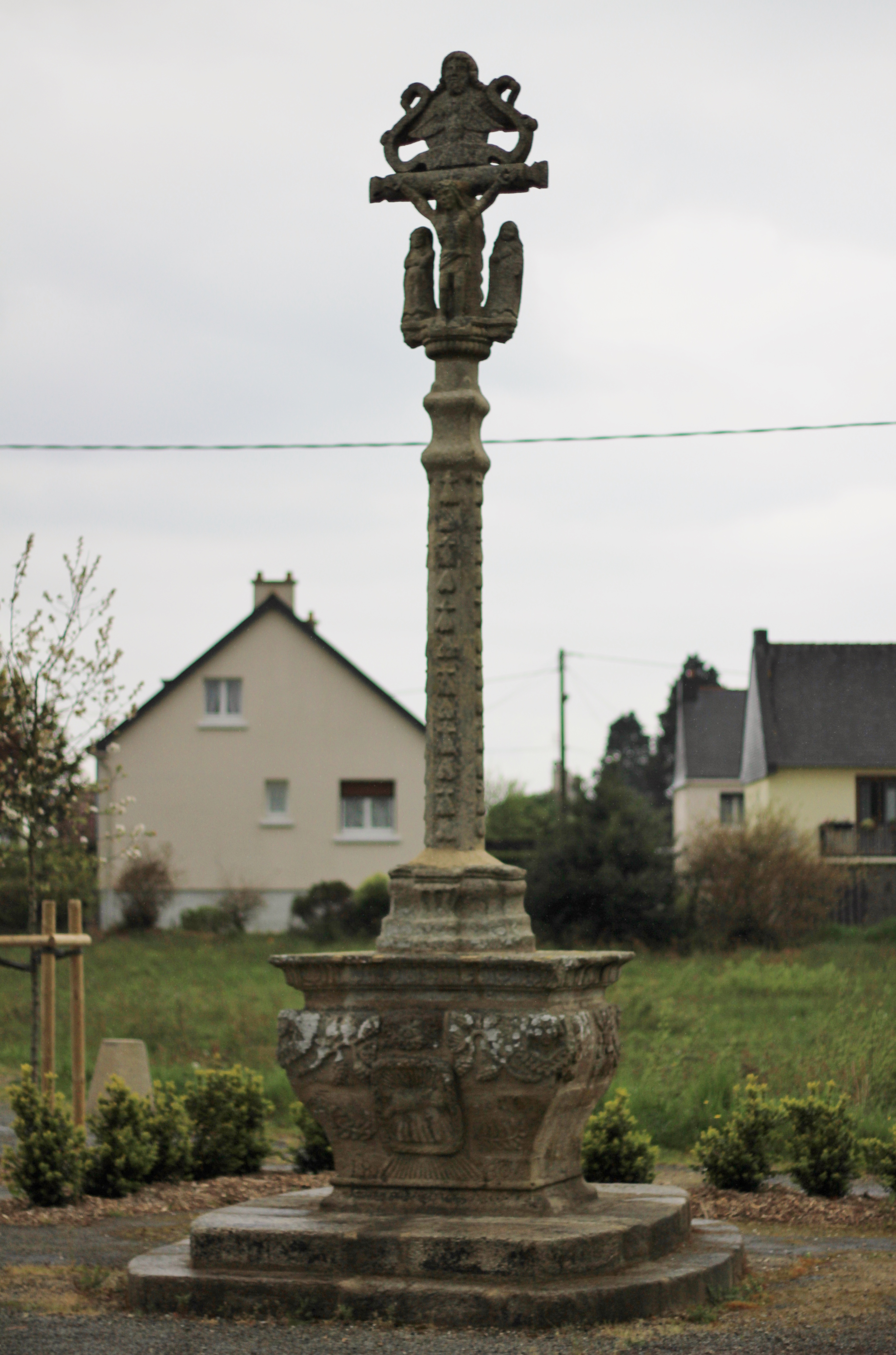
Le calvaire de Port-Arthur, vue d'ensemble.
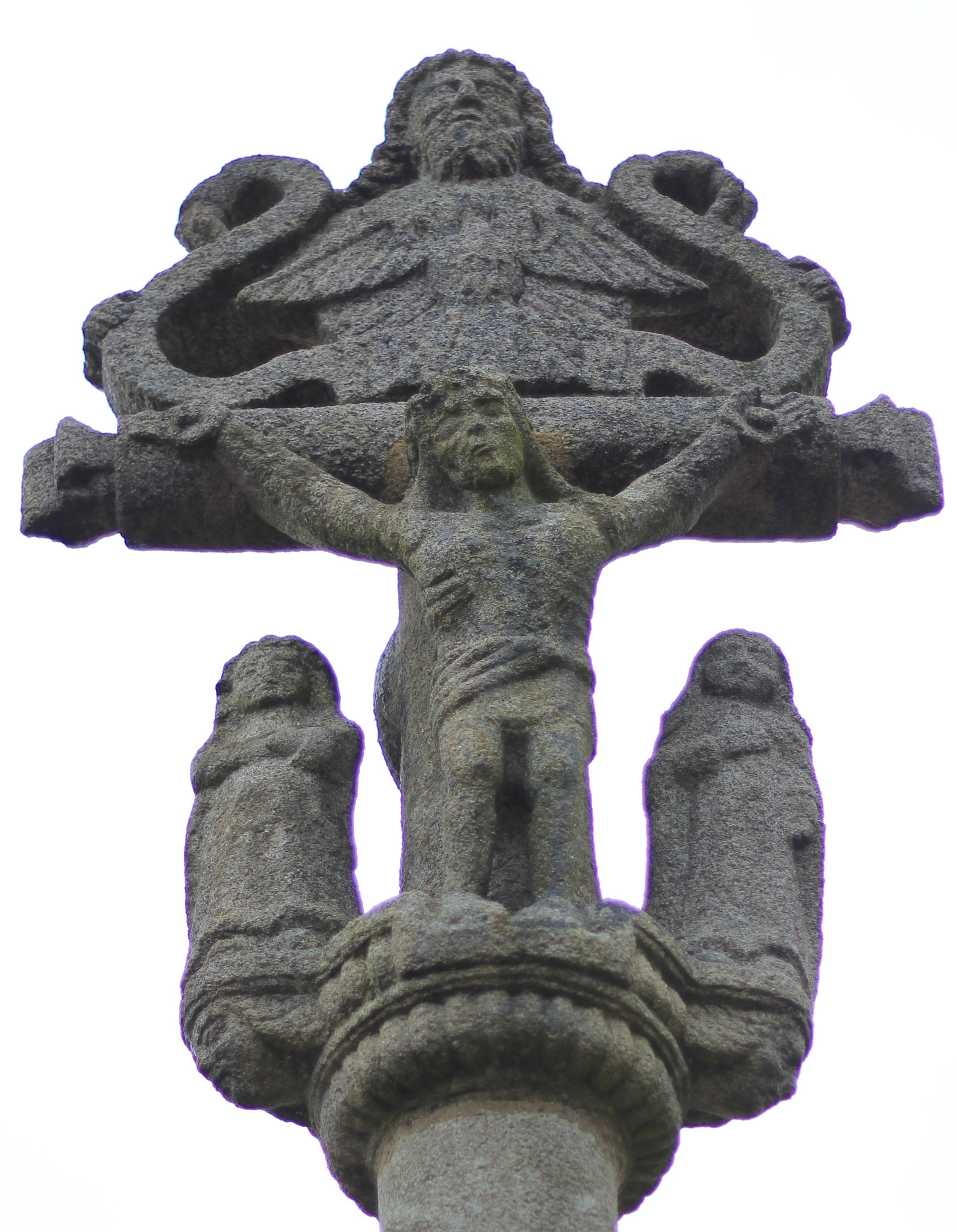
Le calvaire de Port-Arthur, partie sommitale.
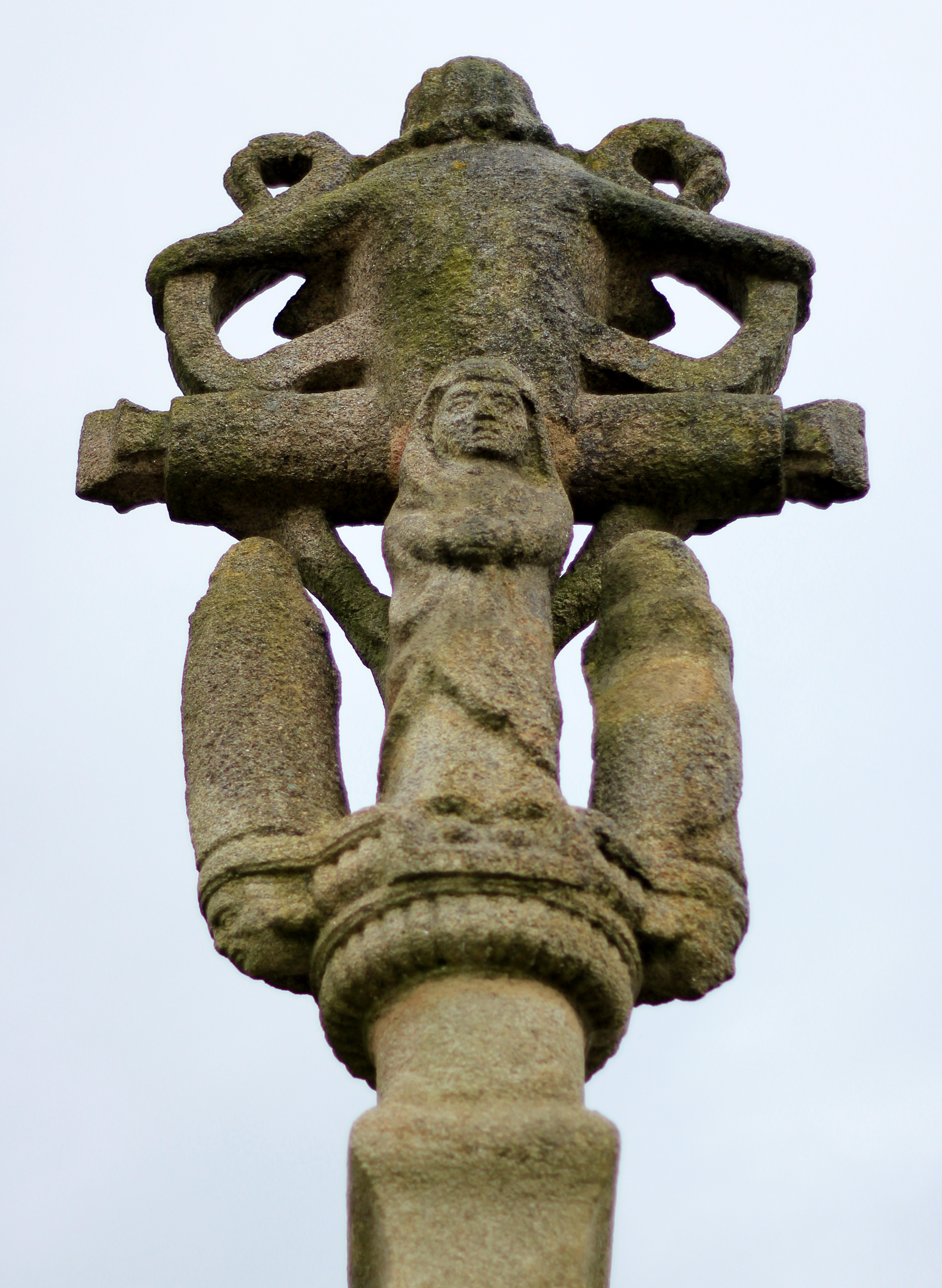
Le calvaire de Port-Arthur, partie sommitale (autre face).
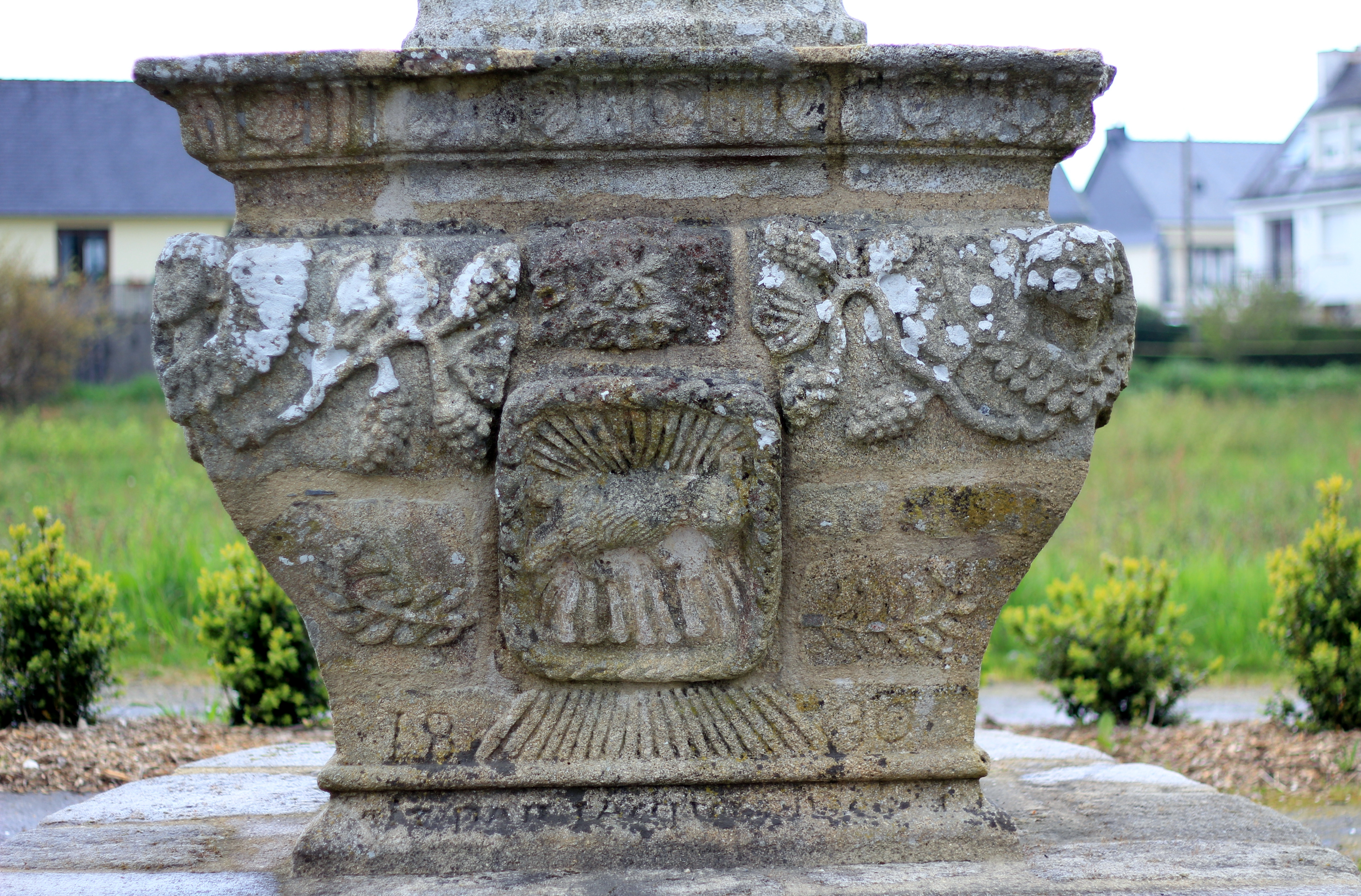
Le calvaire de Port-Arthur, base.

#### Patrimoine civil
- Château de Kerveno, (démoli, seules les douves subsistent), il était entre La Motte et Kerrio-Kerveno etensuite  fut érigé en marquisat en 1624, au profit de la Maison de Kerveno. La seigneurie passa par alliance à la Maison de Roger de Crévy.
- Manoir de Kerascouët du XVIe siècle autrefois propriété de la famille Prévost.
- Manoir de la Villeneuve ou Ville-Neuve et encore Ville-Nelle fut en 1286 à Alain VI de Rohan. Le frère de ce dernier, Geoffroy de Rohan fit l'acquisition de plusieurs terres en 1287 et 1296 ; arès avoir été reconstruit en 1560, il fut incendié, il n'en reste plus rien aujourd'hui que deux parties annexes: le four et le puits.
- Jolie fontaine jouxtant la chapelle Saint-Nicodème.
- La stèle du Rodu : une stèle commémorative[38] a été inaugurée par le général de Gaulle le 21 juin 1947 au Rodu en Pluméliau, en l'honneur de résistants détenus à la prison de Pontivy et fusillés par les Allemands : Mathieu Donnart, commandant des FFI du Finistère, Jean-Louis Jamet, lieutenant de gendarmerie à Quimperlé, François Loscun et René Philippeau arrêtés le 27 juin, les parachutistes Georges Willard[63], Jacques Brouiller et Charles Flament, les résistants François Le Mouée et Gustave Cléro.
- Des moulins :
  - Le moulin de Kerascouët (probablement daté du XVIIIe siècle ; il dépendait de la seigneurie éponyme[64].
  - Le moulin de Gervaud (début XIXe siècle, en ruine)[65].
  - etc..
- Des fermes :
  - La ferme de Kerguen (XVIIe siècle et XVIIIe siècle)[66].
  - La ferme de Kerandré (XVIIe siècle)[67].
  - La ferme de Keraudren (XVIIIe siècle)[68].
  - La ferme de Kermorgant (milieu XIXe siècle)[69].
  - etc..
- Des maisons : 
  - Une maison à Kerrio (fin XVIe siècle)[70].
  - Une maison à Kerhervé date de 1768[71].
  - etc..

### Blasonnement
|  | Les armoiries de Pluméliau se blasonnent ainsi : D'azur à l'épée haute d'argent garnie d'or, accompagnée de sept roses d'or aboutées et ordonnées en cercle et brochant sur la lame (en orle). |

## Personnalités liées à la commune
- Olivier Le Tutour (1750-1800), homme politique né au village de Cogno, en Pluméliau, maire de Pluméliau, député du Morbihan.
- Louis Calan : chef chouan local, né à Saint-Nicolas-des-Eaux, commune de Pluméliau;
- Alexandre Guillome dit « le grand Alexandre », chef chouan local.
- Mathieu Donnart, né le 30 juillet 1904 à Landerneau et mort le 29 juillet 1944 à Pluméliau, fut, sous le pseudonyme de Colonel Le Poussin, un cadre de la Résistance dans le Finistère.